# Stremț, Alba
Stremț (în maghiară: Diód, în germană: Nussschloss) este satul de reședință al comunei cu același nume din județul Alba, Transilvania, România.
Pe Harta Iosefină a Transilvaniei din 1769-1773 (Sectio 154), localitatea apare sub numele de „Diodváralya”.

## Localizare geografică
Localitatea Stremț este situată în partea de nord–est a județului, pe cursul inferior al văii Geoagiului, la 4 km distanță de orașul Teiuș.
Localitatea se învecinează: la est cu orașul Teiuș, important nod de cale ferată; la nord cu localitățile Gârbova de Jos aparținătoare orașului Aiud și Gârbovița; la nord-vest cu satul Geomal aparținând comunei Stremț; la vest cu satul Geoagiu de Sus situat la 4 km în amonte pe valea Geoagiului; la sud-vest cu satele Cetea și Benic aparținând comunei Galda de Jos; la sud cu centrul de comună Galda de Jos.
Satul aparține Piemontului Trascăului, care ocupă o poziție mediană între munții Trascăului la vest și zona joasă a Culoarului Mureșului la est, zonă ce aparține marii Depresiuni a Transilvaniei.
Față de satul Stremț, localitățile cele mai apropiate se află la următoarele distanțe:
- Stremț – Geoagiu de Sus – 5 km pe DC 78—drum modernizat, asfaltat
- Stremț – Valea Mănăstirii / Fața Pietrii - 12 km, pe DC 78
- Stremț – Geomal – 5 km, pe DC75, drum pietruit.

Localitatea Stremț este un sat adunat de formă poligonală, dezvoltată pe luncă și terasele inferioare ale văii Geoagiului, are o formă alungită ca urmare a tendinței de ieșire la „Drumul Țării” DN1 spre Teiuș.

## Evoluția denumirii localității Stremț
Având în vedere vechimea așezării centrului de comună, de aproape 700 de ani, pe parcursul istoriei sale a avut mai multe toponime. După opinia istoricului Ștefan Meteș denumirea străveche a localității a fost Nucet—toponim dat de prezența în zonă a întinselor suprafețe de plantații de nuci, toponim tradus apoi în maghiară în Diod.
Cercetătorul Coriolan Suciu indică pentru Stremț următoarele:
Stremț – Stremți - maghiară Diod – germană Nusschloss palatul din satul cu nuci raion Alba regiunea Hunedoara.  
1332 – sacerdos de Kyod – Dyod 
1337 – Gyod 
1340 – nobiles de Dyod, Hyogh
1349 – Diod Doc.Rom.C.b.III 124,417,538
1461 – Census quinquagesimales de Dyod Păclișan 597
1750 – Stremtz c.A.
1760 – 1762 Diod varallia c.B.
1767-Dzod-Diod-varallya-Titulare Dacicum -13,84 
1820 – Stremț  Viața agrară și economică a Românilor din Ardeal p. 160-164
1839 – Diod varallya, Stremțz Lenk
1850 – Sztremtz  Ist.Transilvaniei
1854 – Diod  varallya, Nusschloss, Stremț Bul.96
Denumirea actuală Stremț—după opinia istoricului Ștefan Meteș—ar proveni de la „coloniștii” sârbi stabiliți aici, care ar fi denumit localitatea în amintirea ținutului natal din Croația (Sereni) sau din cuvântul românesc strâmt—care indică aspectul văii Geoagiului între Valea Mănăstirii și capătul de vest al vetrei defileul. Vatra satului s-a dezvoltat pe ambele maluri ale văii, în vechime în jurul „Curții nobiliare” – de după Vii, extinderea intravilanului s-a făcut în 3 faze distincte:
1. O extindere radială a vetrei în timp urmând traseul drumului principal de câmp datorate creșterii populației.
2. După Reforma Agrară efectuată la sfârșitului primului război mondial, terminată la Stremț în 1928, mulți participanți la război, văduvele acestora au primit loturi de împroprietărire mai îndepărtate de nucleul central al vetrei, în partea de vest a acestuia în „Roșcani și în Livadă”.
3. După terminarea celui de-al doilea război mondial, în vatra satului încep să apară tendințele de renovare a vechilor construcții, de modernizare a locuințelor, vatra se extinde cu precădere spre est pe drumul spre Teiuș motivată de atracția exercitată de orașul dezvoltat din punct de vedere economic,  important centru feroviar, amplasat pe DN1, de existența aici a pieței de desfacere a produselor agro-alimentare, și nu în ultimul rând de oferta de locuri de muncă. „Mirajul Teiușului” oferea locuri bine remunerate de muncă, posibilitatea de a avea asigurată existența printr-un salariu lunar sigur.

În această fază mulți dintre locuitorii așezării, în special tinerii absolvenți ai diferitelor forme de învățământ, prin căsătorie își stabilesc domiciliul în alte localități, determinând un spor migratoriu important și constant.

## Structura intravilanului satului Stremț
Partea vetrei satului de la intrare spre Teiuș până in centru se numește „Joseni” din centru până in capul satului spre Geoagiu de Sus se numește „Suseni”.
Strada Principală ce traversează satul se suprapune pe DC 78. În partea stângă a vetrei se racordează la ulița principală următoarele: Ulița Râtului, Ulița de la Coșercaru, Ulița la Fleșeru, Ulița lui Pădureanu ce iasă la vale, Ulița lui Chiriac ce iasă la Danil, Ulița Bercului lângă Căminul Cultural – ce continuă in hotar cu Calea Gălzii, Ulița la Vaivoda care duce la Nuțu Cristea si la  cripta familiei Zeyc, Intrarea la Biserica din Joseni, Intrarea la Biserica din Suseni, Ulița din capul satului în Suseni ce continuă în hotar cu Calea Cetii.
În partea dreaptă a vetrei satului se racordează la Ulița Principală: Drumul Târgului, Calea Cricașului, Calea Geomalului DC 75 – pleacă de la Crucea de la Sarmaghita, După Moară – ce duce la casa Dreger actuala casa de copii, Podul Văii, Pe Vale, Calea Morii, Ulița Muților sau Florilor, Ulița la Fântână – iasă în hotar formând Calea Boilor, Ulița la Rușuțu, Ulița la Tinu din vale – continuă în hotar cu Calea Viilor.
Unele dintre ulițe continuă în hotarul satului cu drumurile de hotar ce leagă localitatea de satele vecine: Drumul Cetii, Drumul Gălzii, Drumul Benicului, Drumul Târgului (orașului) spre Teiuș.
DC 78 străbate vatra satului longitudinal pe direcția SE-NV, pe o lungime de 4,5 km și este artera principală de circulație a satului, drum în întregime asfaltat.
DC 75 este un drum de legătură cu satul învecinat Geomal, situat la nord, este un drum pietruit ce prezintă inconvenientul unei pante accentuate pe terasa râului. Din cauza degradării sale în timpul anotimpului rece sau în urma ploilor abundente circulația autoturismelor este mult îngreunată  punând chiar problema sistării circulației autobuselor. DC 75 – are un volum al traficului mult mai mic comparativ cu DC 78.
Potecile – asigură circulația pietonală atât în vatra satului cât și în hotar. Cele din vatra mai importante sunt: cea care duce la „Moară”, spre casa Dreger - casa de copii și secția cooperativei meșteșugărești „Tehnometal” și potecile dea-lungul văii.
Un mare incovenient la ora actuală este faptul că legătura între cele două trupuri ale vetrei se face doar prin două poduri de ciment al treilea este în construcție acum pe strada doamnei profesoare Maria Raica și două punți pietonale, care la apele mari sunt „luate” de vale.

## Monumente
- Biserica Reformată aflată lângă lac (în stare avansată de degradare), sec. al XVI-lea
- Biserica Ortodoxă "Sf. Mihail și Gavril" – reconstruită în 1903. Unul din clopotele bisericii poartă inscripța latină O Rex veni cum Pace și anul 1547, fapt care atestă proveniența sa catolică.
- Casa de copii Sfântul Ghelasie, fosta casă a lui Hans Dreger
- Ruinele Cetății Diód
- Ruinele Cetății („Cetățuie”), astăzi varnița aparținând cooperației meșteșugărești, secția Tehnometal Stremț.

În Stremț sunt șase cimitire: 
- Cimitirul ortodox aflat lângă biserica ortodoxă,
- Cimitirul reformat aflat pe ulița Bercului la Raciur,
- Cimitirul neoprostentanților aflat deasupra cimitirului ortodox,
- Cimitirul evreiesc (dezafectat), actuala casa a doamnei Dodi,
- Cimitirul familiei Vincenti și Miksa deasupra lacului,
- Cripta familiei Zeyk cu 14 morminte, deasupra în Vaivoda.

## Istorie

### Preistorie și antichitate
În zona localității Streț din județul Alba, România s-au făcut mai multe descoperiri arheologice care atestă existența în zonă a unor civilizații succesive începând cu perioada neolitică, și anume cultura Starčevo-Criș, precum și alte culturi ulterioare, Coțofeni și Wietenberg.
De asemenea, există descoperiri care certifică prezența în zonă a tribului dacic al apulilor, și apoi extinderea autorității Romei asupra acestei zone.

### Popoarele migratoare
După retragerea aureliană valuri de popoare nomade au făcut incursiuni pe teritoriul Transilvaniei. În zonă s-au stabilit huni, pecenegi și slavi.
În această perioadă, pe teritoriul actual al județului Alba se constituie puternicul voievodat al Bălgradului, care avea să joace un rol deosebit de important în viața militară, economică și socială a următoarelor secole de existență. Populația slavă care s-a stabilit în parte pe teritoriul județului Alba fiind minoritară, cu vremea a fost asimilată de populația autohtonă, singurele dovezi ale trecerii lor fiind toponimele de origine slavă, care s-au păstrat până în zilele noastre: Bălgrad („orașul alb”), Țeligrad, cneaz, zapodie, zăvod.

### Instalarea stăpânirii maghiare
Cucerirea Ardealului de către invadatorii maghiari s-a făcut treptat cu prețul unor confruntări sângeroase cu populația băștinașă română. Procesul s-a terminat spre sfârșitul secolului al XIII-lea. Băștinașii și-au pierd treptat drepturile de proprietate asupra pământului moștenit din străbuni, devenind iobagi pe moșiile marilor magnați, ai Episcopiei romano-catolice de Alba Iulia, sau pe domeniul princiar, soartă pe care au avut-o majoritatea satelor din Comitatul Albei de Jos.
O adevărată năpastă pentru locuitorii așezărilor din județul Alba a fost invazia tătarilor din anul 1241, care au trecut prin foc și sabie satele din lunca Mureșului. Cronicarul Rogerius din Oradea, care reușește să evadeze din captivitate de la tătari, descrie în pagini de un real dramatism invazia acestora în cartea sa „Carmen Miserabile”. Atât primele, cât și cele mai multe dintre atestările documentare ale localității se leagă de numele comitetul Andrei de Geoagiu și a urmașilor săi. Acest personaj s-a făcut remarcat odată cu intervenția lui și a oamenilor săi în luptele împotriva tătarilor, care au avut loc în luna aprilie a anului 1241, pe Mureș, lângă Rădești. Impresionat de curajul și abnegația supusului său, ducele Ștefan, viitorul rege Ștefan al V-lea al Ungariei, i-a dăruit acestuia trei sate aflate în apropiere de locul sângeroaselor lupte.
Anii 1277 și 1308 sunt marcați de puternica revoltă a sașilor, deoarece între Episcopia romano-catolică și aceștia s-a iscat divergente privind hotarele moșiilor și dreptul la zeciuială.
În vechile hrisoave medievale apar sporadic și mențiuni privitoare la comuna Stremț:
- „La 1303 octombrie 16 Ladislau, Voievodul Transilvaniei și Comite de Salonic hotărăște în pricina dintre Comitele Nicolae și fratele său Voievodul Andrei de Geoagiu cu magistratul Ștefan privitor la stăpânirea unei moșii”.
- „În 1340 februarie 8 Capitlul de Alba Iulia adeverește că văduva lui Ștefan de Geoagiu de Sus a eliberat din robie / iobăgie / pe Margareta, Elena, Elisabeta, Caterina și Blasiu.”
- „În 1340 iunie 17 la Vișegrad / Ungaria / regele Carol Robert poruncește lui Toma Voievodul Transilvaniei și vice-voievodul Petru să apere pe Ladislau Crețul de nobilii din Stremț și de Capitlul de Alba Iulia în legătură cu stăpânirea moșiilor Zau și Zenmyklos din comitatele Turda și Alba.

Între anii 1333-1337 Stremțul apare în registrele dijmale papale sub denumirea de Kyod, Kyud sau Hejud corespondentul maghiar al toponimului Nucet. Sunt amintiți aici preoții Domenic și Nicolae care plăteau 53 și respectiv 40 de dinari, sumă aproape egală cu cea plătită de preoții din Teiuș.
În anul 1437 în Transivania a avut loc o răscoala anti-feudală, unul din lideri fiind Benedict Gazda din Stremț. La sfârșitul lunii noiembrie țăranii au cucerit cetatea din Aiud. Stăpânirea asupra cetății a durat două săptămâni, până la 15 decembrie, când oastea nobiliară sprijinită de voievodul Transilvaniei, Iancu de Hunedoara a atacat cetatea în interiorul căreia se aflau răsculații. În urma asediului cetatea a fost cucerită și răsculații pedepsiți.
Într-un registru datând din anul 1461 sunt înșiruite o seamă de comune aparținând județului Alba care plăteau un impozit anumit numit cincizecimea-quinquagesima, impozit perceput doar de la populația românească iobagă. Comunele amintite în respectivul registru erau locuite deci  în  majoritate de români care își achitau datoriile față de statul maghiar prin perceptorii regali. Între comunele care plăteau cincizecimea sunt amintite și Dyodul (Stremțul) și Dyomalul (Geomalul).
„Ținutul a fost și este curat românesc, doar ici colo în aceste sate s-au stabilit câte o familie de nobili sau mai multe. Lupta și dreptatea poporului subjugat i-a înlăturat pe veci pe feudalii asupritori de orice fel: nobili, Episcopie catolică sau Fisc reprezentat prin obligațiile țărănimii față de rege sau față de prințul provinciei respective.”
Astfel domeniul Geoagiu se întindea în acea perioadă pe toată valea Stremțului până în vatra Mureșului, cuprinzând și proprietăți care astăzi aparțin administrativ de municipiul Aiud.
Profesorul universitar Octavian Tătar tratează în revista „Corvineana” hotărnicia ținutului Tinodului aparținând de Stremț. Ținutul Tinodului este o zonă ce a aparținut din punct de vedere istoric domeniului de la Stremț întrucât nobilii de la Diod au primit cetatea împreună cu pămînturile aparținătoare ei, pentru a fi mai lesne de apărat.
Cele trei documente prezentate în cele ce urmează atestă existența Domeniului condus de Andrei de Geoagiu, cel care pentru faptele și "slujbele" lui este răsplătit cu diverse pământuri de regele cel tânăr al Ungariei, Ștefan al V-lea.
În raportul adresat de vicevoievodul Transilvaniei Ladislau de Nadab către Sigismund de Luxemburg, regele Ungariei, de la Sântimbru, la 27 octombrie 1413, se specifică:
<1263 aprilie 11 - 1269 mai> „Iar cuprinsul <scrisorii> originale, date din ...[loc rupt în document], miercurea întâia <după> octavele Paștilor, ne arată că mai sus pomenitul Ștefan regele cel tânăr al Ungariei, ducele Transilvaniei și domnul Cumanilor a dat, a dăruit și a hărăzit comitelui Andrei de Geoagiu de Sus [Gyogh] și urmașiior săi, spre a-l stapâni în veci, <pământul> numit Kend [Uifalău - parte componentă a comunei Rădești], așezat lângă Mureș, (care fusese al ereticului Iob), mort fără a lăsa vreo rudă de sânge, aflător lângă pământul zis Fynod [așezare dispărută] al comitelui Andrei. (I-a dăruit amintitul pământ) aceluiași comite Andrei între hotarele sale vechi și neîndoielnice împreună cu toate forțele și cele ce țin de el.”
"Ștefan din mila lui Dumnezeu Regele cel Tânăr al Ungariei, Ducele Transilvaniei, domnul Cumanilor. Tuturor credincioșilor lui Hristos, care vor vedea scrisoarea de față mântuire veșnică întru domnul. Faptele credincioase și slujbele vrednice de răsplată ale supușilor nu pe nedrept atrag și îndeamnă înălțimea regală să mărească bunăvoința sa față de ei pentru ca, datorită acestei pilde să se însufletească credincioșii cu atât mai mult de dorința de a căuta astă bunăvoință. Dăm de știre așadar tuturor prin cele de față că, luând aminte de credința și slujbele pe care ni le-a adus cu credință și supunere iubitul și credinciosul nostru, comitele Andrei de Geoagiu de Sus, în nenumărate prilejuri vărsându-și sângele în lupte împotriva tătarilor și veghind la hotare, întru răsplătirea slujbelor sale, vrând noi să-i aducem o mulțumire, i-am dat, i-am dăruit și i-am lăsat în plinătatea milostiveniei noastre numitului comite Andrei și prin el moștenitorilor săi și urmașilor moștenitorilor săi niște pământuri anume: Germund (astăzi Meșcreac), Pețelca și Căpud așezate lângă Mureș, adică pământuri ale cetații noastre Alba Transilvaniei scutindu-le și scoțându-le în întregime de sub dreptul de judecată al acestei cetăți cu toate folosințele și cele ce țin de ele între hotarele și marginile lor, așa cum au fost hotărnicite și stăpânite de primii lor stăpâni, ca să le stăpânească pe veci și nestrămutat. Iar în această danie sau dăruire a noastră să dobândească puterea veșnicei trăinicii, pentru ca să nu trebuiască sau să nu poată fi de nimeni clintită în scurgerea vremii am dat actul de față întărit cu puterea dublei noastre peceți. Dat de mâna iubitului și credinciosului nostru magistru Benedict prepozit de Arad, vicecancelar al curții noastre, în anul domnului o mie două sute șase zeci și patru."

### Cetățile de la Stremț și comitatul guvernat de Andrei de Geoagiu
Pământurile și satele din zona centrală a comitatului Albei erau în proprietatea nobililor de Geoagiu și a familiei acestora, iar cele de la margini erau stăpânite de alți nobili sau făceau parte din proprietatea cetății Alba Iulia. Probabil că locuința rezidențială a comitelui și a familiei sale a fost fie în localitatea Geoagiu de Sus, mai precis în zona din capul satului, adică locul unde mai târziu și-au stabilit curțile domnești grofii maghiari, fie pe dealul, „Cetățuia” azi în hotarul Stremțului la câtiva kilometri de sat, unde probabil după marea invazie a tătarilor din 1241 familia nobiliară și-a construit o locuință fortificată. După moda vremii, construcția a fost ridicată pe un vechi castru roman care supraveghea drumul principal de pe atunci, „Via Magna”, locul oferind o amplasare strategică.
"Dăm de știre așadar tuturor prin cele de față că, luând aminte de credința și slujbele pe care ni le-a adus cu credința și supunere iubitul și credinciosul nostru, comitele Andrei de Geoagiu de Sus, în nenumărate prilejuri vărsân¬du-și sângele în lupte impotriva tătarilor și veghind la hotare, întru răsplătirea slujbelor sale, vrând noi să-i aducem o mulțumire, i-am dat, i-am dăruit și i-am lăsat în plinătatea milostiveniei noastre numitului comite Andrei și prin el moștenitorilor săi și urmașilor, moștenitorilor săi niște pământuri anume: Germund(astăzi Meșcreac), Pețelca și Căpud așezate lângă Mureș."
Domnitorul Țării Românești Radu cel Mare (1485-1508) a primit, în semn de apriciere a bunelor relații cu regele Ungariei, cu ocazia vizitei oficiale la curtea regelui în 1506, în schimbul darurilor aduse cu acest prilej, domeniul Geoagiu, cu cele 24 de sate aparținătoare. Astfel, acest domeniu a devenit pe parcursul secolului al XVI-lea o oază pentru transfugii veniți din Țara Românească la vremuri de cumpănă.

### Cetatea medievală a Diodului
Pe teritoriul localității Stremț, a existat o cetate medievală, construită de Ioan de Hunedoara în peroada 1442-1445. Fiul său, Matei Corvin, rege al Ungariei, a dat această cetate voievodului Transilvaniei. Cetatea a fost distrusă în 1563.

### Ținutul Tinodului
O problemă încă nedeslușită în întregime este legată de ținutul Tinodului, care a aparținut satului Stremț în vechime, fapt confirmat atât de memoria localnicilor cât și de documentele istorice maghiare. O posibilă localizare a domeniului Tinodului donat de Iancu de Hunedoara Capitlului din Alba Iulia, în 1442 o face profesorul Octavian Tătar, în anul 1997 consemnând într-un articol publicat în organul editorial al Muzeului castelului corvineștilor, Corvineana nr.3, faptul că domeniul era situat între Râul Mureș, Valea Gârbovei și drumul pietruit (actuala șosea Teiuș- Aiud), iar satul poate fi plasat în extremitatea nordică a domeniului, în locul numit astăzi Țifra de către localnici și introdus actualmente în localitatea Gârbova de Jos.
În 1442, Iancu de Hunedoara dăruiește Cergăul Bulgăresc, Geomalul și Tinodul Capitlului din Alba Iulia. Într-un alt document, emis de către Ștefan, ducele Transilvaniei, aflând că acesta a dăruit comitelui Andrei de Geoagiu pământul, “numit kend”, (vechea denumire a satului Uifalău, încorporat în comuna Rădești) aflată lângă pământul zis Tinod al comitelui Andrei.
Tinodul este amintit de asemenea în anul 1349, al voievodului Transilvaniei Petru.
După ce în jurul anului 1440, ultimul urmaș în line bărbătească al nobililor de Geoagiu, Mihail, fiul lui Ladislau de Geoagiu, moare, Vladislav regele Ungariei face donați lui Iancu de Hunedoara cetatea Diodului și domeniul acesteia, iar acesta donează ținutul Tinodului, Geomalul și Cergăul Bulgăresc. Donația s-a făcut din considerente legate de credință “pentru fericirea noastră și pentru mântuirea și odihna sufletului celui de odinioară Ioan cel Tânăr de Hunedoara, războinicul războinicilor, fratele iubit, mort pentru cauza patriei în părțile transilvane și înmormântat în susnumita Biserică a Fericitului Arhanghel Mihail”.
În documente, Tinodul apare menționat pentru ultima oară în anul 1521. Iczkovits Emma susține, citind documentele din capitlul de Alba Iulia, că Tinodul se afla între Gârbova și Aiud. Între aceste localități, se află ruinele unei biserici de piatră de la sfârșitul sec.al XIII-lea, unde la 1334, este amintit ca slujind preotul Simion.
Astăzi Tinodul este o localitate dispărută, dar probabil a fost dăruită nobililor de Geoagiu din considerente strategice.
Cetatea Geoagiului avea o poziție strategică apărată de zona muntoasă a Munților Trascăului, cu posibilitate de acces direct doar dinspre valea Stremțului, prin Teiuș, sau Cetea sau din N-V pe valea Gârbovelor dinspre loc. Gârbova de Jos, Gârbova de Sus, Gârbovița, Geomal. Câtă vreme aceste drumuri strategice aparțineau până la hotarul Mureșului și chiar dincolo de acesta pe dealurile de trecere spre zona Târnavelor, nobililor de Geoagiu, cetatea avea șanse sporite de a nu putea fi surprinsă de un atac neașteptat. În plus cele două căi de acces puteau servi ca eventuale posibilități de retragere pentru garnizoana cetății în cazul unei operațiuni defensive.
Mărturii referitoare la ținutul Tinodului, aflăm  din datele referitoare la lupta lui Mihai Viteazul de la Miraslău. Cităm: „A doua zi, Mihai, rădicând tabăra de la Alba Iulia, dete poruncă armiei să se așeze la vale de orașul Aiud, în câmpia numită Tinod. Într-aceeași vreme, Basta după ce dete o zi de repaos oștilor sale ostenite de iuțimea cu care veniseră la Torda împreună cu oastea nobililor, ridică tabăra la Keresteș și merseră de o așezară într-o câmpie udată de râul Mureș din ținutul de Maroș-Ujvark, pe care Mihai o dase banului Mihalcea. De aici, în dimineața viitoare, 17 septemnrie, rânduindu-și armia de bătaie, porni împreună cu bagajurile sale spre Aiud, cu gând de a tăbărâ în mai sus numita câmpie Tinod, dar aflând că Mihai l-a întrecut în ocuparea acestui loc, el se opri lângă satul Mirislău”.
Mihai Viteazul și-a petrecut noaptea premergătoare înfrângerii sale de la Mirăslău, în câmpia Tinodului, ce aparținea nobililor de Geoagiu. În memoria locuitorilor acestei zone există păstrată o legendă potrivit căreia Mihai, retrăgându-se din sângeroasa luptă în care practic a fost trădat de o parte a armatei sale, trecând dincolo de Mureș, spre a scăpa de urmăritori, s-a ridicat pe muchia unui deal și a zărit cu jale locul taberei sale risipite după luptă. Locul se află pe teritoriul comunei Rădești și se numește în amintirea acelor vremuri „Masa lui Mihai” așa cum între două dealuri din dreptul satului Miraslău scobitura dintre ele este numită de către localnici „Șaua lui Mihai”.

### Răscoala românilor sub conducerea lui Horea

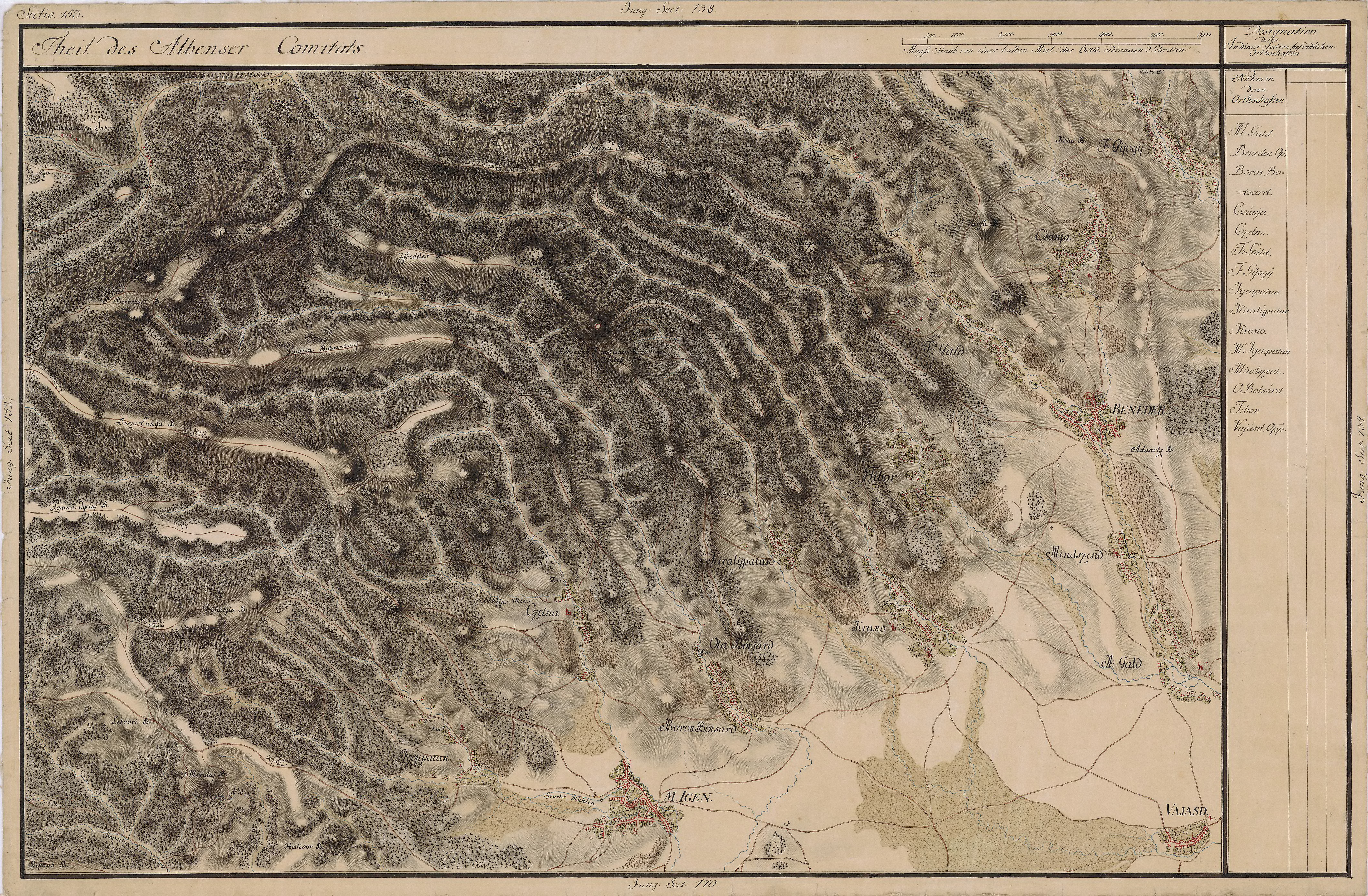
Stremț în Harta Iosefină a Transilvaniei, 1769-73

Nemulțumirile țăranilor iobagi români din Ardeal aveau să izbucnească cu furie cu ocazia răscoalei lui Horea, Cloșca și Crișan din 1784–1785. La aceasta au participat și locuitori ai satelor de pe valea Geoagiului.
Satul Stremț este amintit în documentele vremii și pentru conflictul care a avut loc în luna noiembrie a anului 1782 cu nobilul local Zeyk, în urma căruia 10 săteni sunt arestați și anchetați de jandarmi, fiind tratați ca dușmani. Documentul amintește de solidaritatea majorității sătenilor cu cei anchetați, faptul că aceștia așteptau un răspuns la demersurile făcute la forurile din Sibiu, răspuns care întârzia să sosească.
Împăratul a ordonat reprimarea răscoalei ceea ce s-a și întâmplat în luna decembrie, iar Horea și Cloșca au fost trași pe roată la 28 februarie 1785, după ce au fost purtați prin toate satele Transilvaniei. Țăranii din satele Stremț, Geoagiu de Sus, Geomal, au luat parte activă la evenimente. La data de 25 august 1784 „vicecomitele Ladislau Balo a chemat pe locuitorii din Stremț, Geoagiu și Geomal străduindu-se să afle din fiecare sat pe cei care au pornit tulburarea și să ia masuri pentru prinderea lor”. Popa Iancu, Iacob Nicula și Radu Dănescu, locuitori ai acestei comune, au adresat plângeri Împăratului și au prezentat împrejurările în care au fost supuși la iobăgie.

### Răzvătirea de la Stremț: 1835 (28 februarie-28 martie)
În 1835, în localitatea Stremț a avut loc o revoltă locală a țăranilor. Aceștia pierduseră dreptul de a exploata pădurea locală, și au cerut dreptul de a tăia copaci. Când răspunsul la revendicările acestora a fost tergiversat, aceștia au decis să-și facă singuri dreptate. Revolta a fost înăbușită și liderii săi încarcerați.

### Situația iobagilor în secolele al XVIII-lea—al XIX-lea
Documentele de mai jos dezvăluie situația iobagilor din satul Geomal în anii premergători marilor convulsii sociale: Răscoala lui Horea și Revoluția de la 1848.
„Geomal, satul lui Ioan Mărcuș și al lui Ștefan Meteș, e așezat la poalele Munților Apuseni, în județul Alba, în vecinătatea Geoagiului de Sus. În trecut a fost mai iobăgesc, în stăpânirea episcopiei catolice din Alba Iulia.
În urbariul din 1662 (?) în rândul iobagilor satului apare Andone (Androne probabil) Mărcuș cu 3 fii, 4 boi, 1 junc, 3 vaci, 2 porci. Iar printre „fugiți” Ioan Mărcuș, locuind acum în Bucerdea. Urbariul din 1715 înscris în stăpânirea episcopiei 14 iobagi și 3 jeleri (inquilini) cu 29 de fii. În frunte apare chiar un Chirilă Mărcuș ca jude al satului (Iudex loci), iar mai jos, în șirul celorlalți iobagi, Gheorghe Meteș ca jude al supușilor (iudex subditorum). Unul e deci judele satului, desigur în raport cu puterea publică, iar celălalt judele supușilor episcopiei, judele domnesc. Chirilă Mărcuș trăiește la un loc cu fiul său căsătorit Gheorghe, care la rândul lui are 2 fii, Ion și Todor. În dreptul lui Gheorghe Meteș apar 5 fii, unul din ei, Mihăilă, de 18 ani, notat: student.
Slujba lor: iobagii slujesc săptămâna întreagă, jelerii 2 zile pe săptămână Dijmă dau din toate semănăturile, precum și din miei, din porci, din stupi. Trebuie să crâșmărească câte o bute de vin la cele trei sărbători mai mari, iar dacă nu li se dă vin, răscumpără (câștigul) cu 7 florini (anual) sub nume de „ceâșma seacă” (sicca popina).
Conscripția de la 1750 e mai cuprinzătoare. Înscrie preoții, iobagii, văduvele lor, jelerii fără pământ, ba și pe cei din afară care țin pământ sau vii în hotarul satului. Înscrie consecvent conviețuirile detaliat starea fiecăruia. E suficient să cităm viile, care însumează acum 3432 de vedre.
Descriind satul, conscripția îl găsește în loc muntos, deluros, puțin potrivit pentru câștig (comercium), locuitorii trăind din agricultură, vii și pometuri. Produsele lor le duc de obicei la târg în Aiud și Alba Iulia. Hotarul lor e în două câmpuri și ară de obicei cu 6 vite de jug. O găleată semănătură de toamnă dă (la recoltă bună ca sigur), 6 clăi, iar claia 3 mierțe (ferdele). O vadră de vin în an mijlociu vine la preț de 15 creițari. Păduri satul are suficiente. Nu și pășune, trebuind să-și pască vitele mai ales în hotarele satelor Stremț și Gârbova ungurească.
În conscripția generalului Buccow din 1760 – 1762 satul apare cu un preot și 65 de familii unite. Recensământul împăratului Iosif II din 1784 1787 îl arată însumând 499 de persoane.
Conscripția din 1820 dă și alte informații. Ascultați sunt judele și juriștii, în rândul cărora și un Ion Meteș și un Ion Mărcuș. Spun că slujba au făcut-o nu după urbariu, ci după contract, 2 zile pe săptămână. Dijmă au dat a zecea din semănături, anume din cucuruz, din grâu, din alac, din ovăz, din cânepă. De asemeni din miei, din porci, din stupi. Hotarul lor e și acum împărțit în două câmpuri (fordulașuri). Pământul e slab, partea de sus, mai mare, e pe dealuri, produce mediocru e spălată adesea de ploi. „Și despre hotarul nostru întreg răspundem că o parte de hotar îi de mijloc, după părți fiind de coaste, râpe îi slab și cam sec”. Se lucrează greu, nu pot ara cu doi boi, ci doar cu patru sau cu șase. Au însă vii și găsesc de lucru, pe bani, și în satele din apropiere. Râturile sunt adesea noroite, de nu le pot cosi, otavă nu cosesc nicicând. Se arată mai mulțumiți de pomețuri, de locuri de curechiști, de legume, de pășune, de pădure.
Cu ocazia acestei Conscripții făcute cu conscriptorii Baro Ladislau Kemény și Antal Poentich, nobilul român din Giomal Nicolae Pop, familie de nobil de sute de ani – asesor la Comitat, protestează contra sătenilor care pe nedrept îi folosesc unele locuri ale sale, care se află „În Gropile Zepogie” - zapodie la Fântâna satului, la Mărăriști, la Grozile după șes, După Deal, la Buhulea, la Râpa Kutsului, la Kutsu, în Gruiu Popii, și în „Cărbunarea” și care să nu fie puse la dare fiind nobiliare. 
La 1820 erau în Giomal 95 de iobagi și 2 subzilieri, dintre aceștia 34 de iobagi aveau vii în extensiune de 74/8 jugăre la Broaște, La Tău, la Măzăriști, La Piatra Sacului și la Prag. Din must dădeau decima la „Curte”.
La 1845 era Popa aici Trifon, având credincioși 124 familii.

### Revoluția de la 1848
Avântul revoluționar care a „răvășit” vechile orânduieli în toată „bătrâna” Europă se face simțit și în Transilvania anului 1848, unde problemele eliberării sociale s-au împletit strâns cu cele ale eliberării naționale de sub stăpânirea hasburgică.
Locuitorii Stremțului s-au organizat sub conducerea tribunului Suciu Gheorghe fiu al satului și s-au alăturat oștirii lui Avram Iancu. Din documentele timpului rezultă că locuitorii Teiușului și Stremțului au organizat împreună o Gardă Națională. 
Arestarea lui Avram Iancu la Zlatna a declanșat nemulțumire în rândul stremțenilor și celor din Teiuș, Cricău și Galda de Jos. S-a dat alarma prin tragerea clopotelor pentru mobilizare și astfel o oaste de peste 5.000 de oameni se îndreapta spre Blaj.
În 26 octombrie răsculații din Stremț au arestat mai mult de 25 de persoane din sat care au fost duși la Cricău, unde au fost legați de stâlpi, și trimiși la Alba Iulia în tabăra lui Avram Iancu urmând să fie judecați. Arestații ținuți sub escortă severă, au fost văzuți de către unul din aghiotanții tribunului Prodan, un sas farmacist din Aiud, cu numele de Wagnner care a intervenit pe lângă Horak, comandantul cetății Alba să le mijlocească eliberarea. La stăruințele acestuia, 24 din prizonieri au fost eliberați, iar doi deținuți: Gal Vasile și Kiss Grigore care s-au făcut vinovați de cruzimi deosebit de grave au fost executați la Alba Iulia. Cei eliberați se refugiază în grabă la Teiuș și apoi la Aiud.
În luna martie 1849, are loc la Geomal o aprigă confruntare între răsculații tribunului Fodor și o companie de „honvezi”. După ce românii ies învingători, inamicii sunt alungați până în „Drumul Țării”. Învingătorul Fodor solicită comandantului său suprem un sprijin constant în 30 de pușcași, câțiva lăncieri și muniții. Primind ordin de la Avram Iancu să păzească drumul ce leagă Aiudul de inima Munților Apuseni, tribunul Matei Nicola își stabilește tabere întărite la Geoagiul de Sus și în Cheile Rîmețului, ceea ce îi permite să aibă sub control această zonă.
Armata aflată sub conducerea lui Axente Sever compusă din 200 de vânători și 1000 de lăncieri își stabilește și ea tabăra în Stremț și Geoagiul de Sus în vederea declanșării unui război de partizani contra forțelor armate grupate în jurul baronului Kemény Farkas, folosind Stremțul ca bază de atac.
Tot în Stremț armata de cca. 4000 de români a pornit o puternică ofensivă pe direcția Teiuș, iar în urma confruntării armate rândurile adversarilor s-au rărit cu peste 900 de oameni. Armata s-a regrupat și s-a întărit cu soldați din Stremț, Geoagiu de Sus, Geomal, Ponor și Rîmeț și a pornit spre Abrud.
O dovadă a participării comunei Stremț la Revoluția de la 1848 reiese din conținutul scrisorii adresate de către Iosif Fink, administratorul comitatului Alba Inferioară, lui Avram Iancu, aflată în Arhivele Statului, filiala Hunedoara, în legătură cu sigiliul Prefecturii Auraria Gemina condusă de Avram Iancu: „Duminică dis-de-dimineață au atacat ai noștri pe maghiari la Vizokna, Ocna Sibiului și i-au respins până la Miercurea, pierzând aceștia 300 de cai în summa summarum, aproximativ. Cu o pierdere foarte mare s-au retras la Sebeș, rămânându-i numai 10 din 30 de tunuri. Vorpostul, avanpostul lui Bem, s-au fost înconjurat de 5 campanii de ai noștri, dând armata lui Bem de ei, i-au fugărit cu putere, venindu-le un car cu munițiune care îi va prinde bine lui Bem, că nu prea avea aici, s-ar părea că s-ar trage către Deva. Ai noștri îi persecută. Să înștiințezi pe Buteanu, Teleki și comandantele din Deva, că Sassebeșul arde. Lagărul lui Bălașu îi la Krakkó, Cricău, a lui Prodan la Stremț. Axentiu a atacat pe unguri la Blașiu, male succes, slab succes. Ți-am tocmit un sigiliu pentru prefectura Aurariei Gemine cu un brad în mijloc. Primissima cu prima ocazie trimite din galbeni mai mulți, vreo doi să ți-l scot și să ajungă și pentru hârtie. Vale! Să fii sănătos!”

### Primul război mondial (1914-1919)
În Transilvania, primul război mondial a început odată cu mobilizarea generală decretată în Imperiul Austro-Ungar, în 31 iulie 1914. În comuna Stremț, plecarea la unități a rezerviștilor s-a desfășurat foarte rapid. În primele două-trei zile nici un rezervist nu a fost omis.
Luptătorii stremțeni din primul război mondial au fost: Boc Simion lui Teodor, Comșa Victor lui Gheorghe, Costan Emil lui Ariton, Cristea Ștefan lui Emilian, Dărămuș Ioan lui Vasile, Doboș Simion lui Vasile, Homănă Ovidiu lui Alexandru, Maxim Solomon lui Măriuța, Petrean Ionel lui Nistor, Puia Ioan lui Amos, Rusu Mircea lui Ioan, Raica Ștefan lui Gavrilă, Ruja Nicolae lui Savu, Ruja Ionel lui Șofron și Toth Nicolae.
Stremțenii au fost în mare parte încorporați în Regimentele 51 și 64 infanterie Alba Iulia, cu primul luptând pe fronturile din Bosnia și Herțegovina, iar cel de-al doilea pe frontul din Galiția. Cu aceste unități, unii au ajuns prizonieri în Italia și alții în Rusia.
Plecările pe front, prin mobilizarea bărbaților, a făcut ca o serie de gospodării să ajungă în stare de paragină, suprafețe mari de pământ rămânând nelucrate. Din modestele recolte obținute țărănimea, prin rechiziții, a fost nevoită să dea pentru front, alimente, mai ales începând cu anul 1916. Jalea și mizeria domnea pretutindeni la sate, fapt ce obligă pe țărani să manifeste opoziție, prin sustragerea de la rechiziții, de la muncile forțate. Dezertarea de pe front devine un fenomen. Alții trec peste munții și se înrolează în armata română.
Următorii localnici au murit în timpul războiului, în perioada 1914-1918: Afrim Niculae 25 ani, Avram Simion 35 ani, Baldea Petru 24 ani, Buburuț Nicolae 24 ani, Cimpoeș Ion 24 ani, Cetean Trăian 21 ani, Dărămuș Ioan 23 ani, Daisa Teodor 19 ani, Florea Gabor 29 ani, Florea Ioan 20 ani, Florea Gheorghe 32 ani, Mărginean Simion 28 ani, Mihoc Ioan 32 ani, Pătrunjan Solomon 25 ani, Pușcaș Petru 22 ani, Popa Nicolae 30 ani, Tunaru Florean 25 ani, Țendea Mihai 33 ani, Vereș Iuliu 23 ani și Varzar Gyozó 23 ani.
După război, s-au format în județul Alba, ca și în mare parte din Transilvania, consiliile naționale române. La adunarea de la Alba-Iulia, au participat ca membri ai acestor consilii, din Stremț George Albu și preotul Ioan Neagoe. Alte 120 de persoane din Stremț au participat la Marea Adunare de la Alba Iulia. În pregătirea marelui eveniment de la 1 decembrie 1918, zeci de locuitori au semnat „Credențialele” (adeziunile de Unire).
În toate satele comunei au luat ființă Gărzile Naționale Române care aveau ca scop asigurarea controlului românesc asupra regiunii, și indepărtarea vechii administrații și înlăturarea vechilor instituții. Comandanți ai gărzilor naționale române au fost din Stremț: Stan Ioan fruntaș (cf. doc, 13.909 1935), sergent Bîrluț Nicolae, cf. Monitor Oficial și Pop Aron.

### Administrația românească din perioada interbelică
Noua lege administrativ teritorială, elaborată în baza Constituției din 1923 a dus la reorganizarea unitară a țării. Teritoriul era împărtit în județe cu mai multe „plăși”, iar localitățile în: sate, comune rurale; comune urbane nereședință, comune urbane reședință, orașe și municipii. Geoagiu de Sus, împreună cu satul Geomal și Stremț, a făcut parte din categoria comunelor rurale ale nou-createi plăși Teiuș, din județul Alba.
Încă de la 16 decembrie 1918, în Regatul României apare Decretul pentru exproprierea pământului astfel că până în luna martie 1919 au fost declarate expropriate în toată România 2.224.588 ha și date în arendă obștilor sătești.
La 12 septembrie 1919, Consiliul Dirigent decretează reforma agrară în Transilvania.
Pentru finalizarea celor două decrete a fost necesară adoptarea legii Reformei agrare, lucru care s-a petrecut mai târziu, în 17 iulie 1921. Potrivit normelor de expropriere stabilite de guvernul Averescu, s-a asigurat exproprierea a 6.120.000 ha, din care 3.998.753 ha teren arabil, în toată România, inclusiv Transilvania.
Ca și în celelalte sate din Ardeal, în comuna Stremț reforma agrară a fost primită cu bucurie, în speranța că ea va pune capăt sărăciei în familiile care aveau dreptul să primească pamânt. Nivelul social și economic a sătenilor a cunoscut o îmbunătățire evidentă imediat după reîntoarcearea unui mare număr de români din SUA, lucru petrecut încă din vara anului 1919. Aceștia au fost primiți cu multă bucurie, drapele, insigne românești, etc. Ei au adus un suflu nou, de încredere, o mentalitate mai optimistă, tipică americanilor între care au trăit 10-15 ani. Ei au adus și bani; sediul Societății „Ajutorul Cultural Câmpul Libertății” a fost mutat încă în vara anului 1919 (august), din Newark, Ohio la Geoagiu de Sus, în casa lui Iacob Albu. Societatea se ocupa, afară de ridicarea nivelului cultural al țăranilor și de ajutorarea lor cu împrumuturi de bani.

### Al doilea război mondial

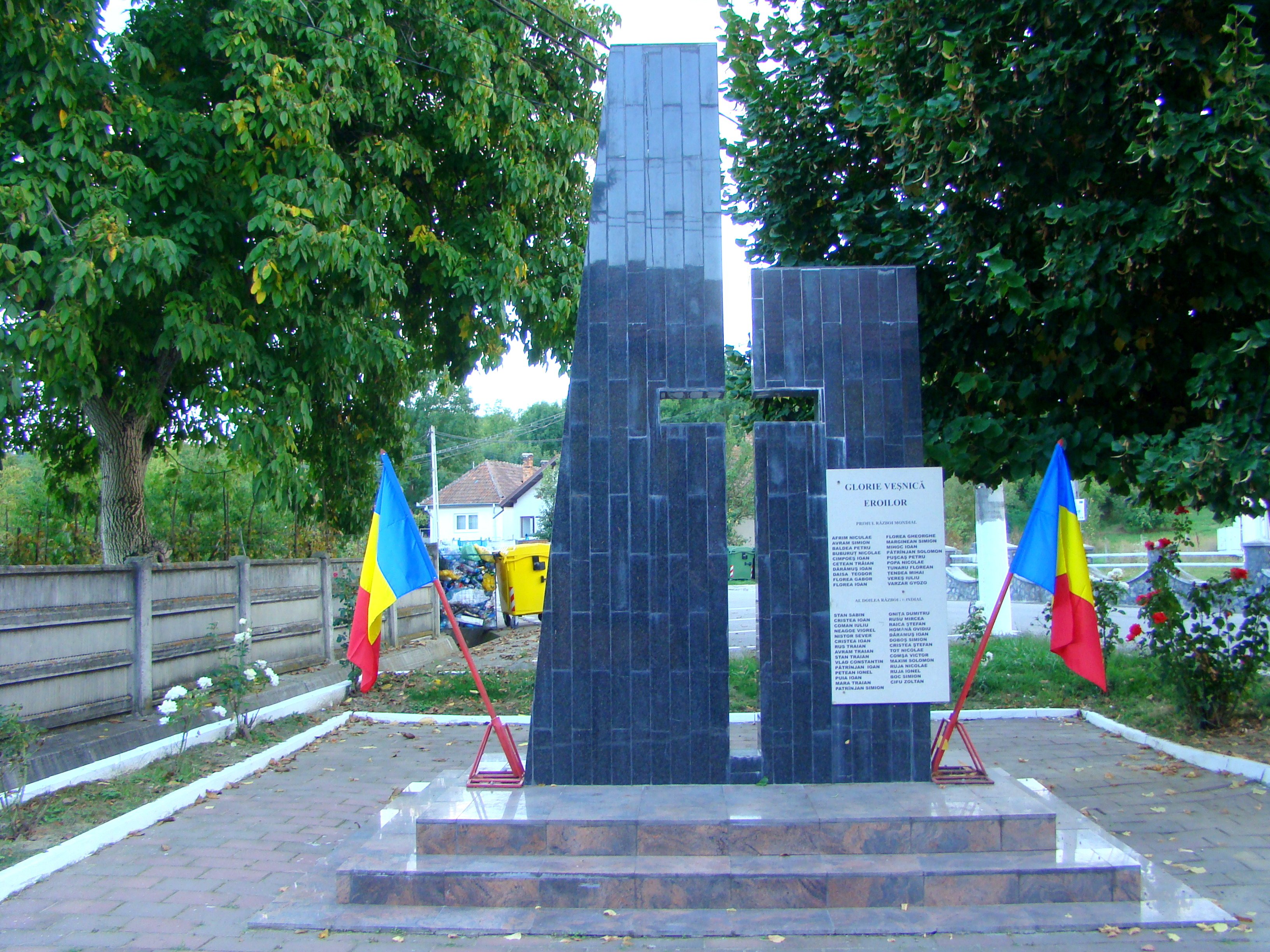
Monumentul eroilor

Evenimentele celui de-al doilea război mondial, deși au avut o manifestare globală nu au lăsat în afara lor locuitorii actualei comune Stremț, care au dat jerfa lor de sânge și acestui eveniment tragic. După dictatul de la Viena, prin care Transilvania a fost împărțită arbitrar de către Puterile Axei între Ungaria și România, localitatea Stremț s-a regăsit în partea românească.
Lupte s-au dus în zonă abia spre finalul războiului, după ce România a trecut de partea Națiunilor Unite. Între 14 și 20 septembrie 1944 au avut loc lupte la intrarea în defileul Mureșului între unitățile române și trupele germano-maghiare.
Mulți dintre cei plecați pe front au murit în îndepărtatele ținuturi ale Odesei, Sevastopolului, Stalingradului și în Caucaz, alții în Ungaria și Cehoslovacia până în Munții Tatra.
Din Stremț, un număr de 28 persoane au murit în aceste împrejurări: Stan Sabin I. Șofron, Cristea Ioan I. Loghin, Coman Iuliu I. Simion, Neagoie Viorel I. Indrei, Nistor Sever I. Vasile, Cristea Ioan I. Simion, Rus Traian I. Ioan, Avram Traian I. Nicolae, Avram Traian I. Nicolae, Stan Traian I. Harian, Vlad Constantin I. Ioan, Pătrînjan Ioan I. Vasile, Pătrînjan Simion I. Nicolae, Petean Ionel I. Nistor, Puia Ioan I. Amos, Onița Dumitru I. Vasile, Rus Mircea I. Ioan, Raica Ștefan I. Gavrilă, Homănă Ovidiu I. Alex, Dărămuș Ioan I. Vasile, Dobroș Simion I. Simion, Cristea Ștefan I. Emilian, Tot Nicolae I. Vian, Comșa Victor I. Gheorghe, Maxim Solomon I. Măriuța, Ruja Nicolae I. Sîvu, Ruja Ionel Șofron, Boc Simion Teodor.
Veteranii din Stremț, supraviețuitori ai războiului din 1941-1945 au fost Avram Teodor, Sîrb Ioan, Stan Nicolae, Roșca Ioan, Stremțan Simion, Păcurar Gligor, Ungur Simion, Sîrb Partenie, Drăgoi Gheorghe, Stan Gheorghe, Rus Simion, Galdea Aurel, Florea Gligor, Tibrean Simion, Buta Emil, Raica Adrian, Mara Gheorghe, Sîrb Traian, Coman Petru, Mara Traian, Văzdoagă Ioan, Ștefănescu Ioan, Sîrb Simion, Coman Chiriac, Medrea Simion, Rus Trifon, Găldean Ioan, Stan Milinton, Sechereș Ioan și Homană Traian.
Văduvele din Stremț: Avram Vlad Maria, Aboieru Ileana, Avram Mariana, Aloman Elena, Beldean Eugenia, Capătă Paraschiva, Cioară Maria, Coman Maria, Coman Ana, Coman Maria, Crețu Genica, Dărămuș Ilona, Galdea Mărioara, Moga Maria, Mara Năstăsia, Puia Lucreția, Puia Maria, Pătrunjan Elena, Radu Valeria, Rad Victoria, Raica Ileana, Sârbu Victoria, Sechereș Ilona, Sârbu Maria, Rusu Victoria, Stremțan Paraschiva, Stremțan Maria, Popa Margareta, Stana Domnica, Ștef Eugenia, Sârb Victoria, Stan Virginia, Tendea Susana, Toth Silvia, Ungur Domnica, Ungur Aurelia și Vereș Maria.

### Istorie contemporană: exilul românilor și emigrația lor în lume
În perioada interbelică numeroși locuitori ai satului au emigrat în America în dorința ca întorși acasă să-și cumpere pământ și să-și întemeieze o gospodărie prosperă. Unii dintre ei au rămas definitiv pe „pământul făgăduinței” unde au prosperat: Afrim Efrem Fremu, Avram Sofron copil sărac a plecat la București unde a fost servitor o vreme în casa marelui inginer Anghel Saligny, constructorul podului de la Cernavodă. Plecat în America a reușit să agonisească bani frumoși cu care întors acasă a cumpărat pământ în „Glodane”, Antal Gheorghe, Florea Nicolae, Florea Ioan (Ganu), Heman Ilie, Heman Simion, Mărginean Ionuț, Mara Ioan, Neagoe Andrei și Victoria, Puia Vasile, Pușcaș Ioan fratele preotului Pușcaș ce a slujit în Stremț, Pătrânjan Ieronim decedat în Canada, Stan Simion a lui Nicodin, Sârb Dumitru a fost plecat de 2 ori în S.U.A. 1908-1909, fiind angajat la uzinele Ford, Stan Sofron, Stan Ioan, Stan Paraschiva, Stan Marian din Tău, Roșca Vasile, Toth Ioan, Tot Lucreția, Ungur Gheorghe, Ungur Simion, Trif Traian și Istina.
O personalitate aparte a Stremțului a reprezentat-o Sofron Stan care a emigrat în America unde a prosperat. Un document legat de acesta relatează: „Cu adâncă întristare și durere aducem la cunoștința tuturor încetarea din viața a aceluia care a fost Șofron Stan, bun român, bine cunoscut în toată lumea românească din America. Răposatul s-a născut în satul Stremț, jud.Alba Iulia, România, în anul 1896. A venit în America în anul 1913. Dânsul a fost proprietarul lui Stants Service Gas Station, cel mai mare și mai frumos gas station românesc din Michigan. Mult regretatul Șofron s-a întors în țară în luna iulie a acestui an (1969) cu scopul să viziteze comuna natală și pe cei dragi: trei frați și patru surori, cât și cumnați, cumnate și rudenii. După câteva săptămâni de revedere cu cei dragi însă Șofron s-a îmbolnăvit și s-a văzut nevoit să se interneze în spitalul din orașul Cluj. Cu toate îngrijirile medicale starea lui Șofron s-a înrăutățit mereu. Soția, după ce a fost înștiințată despre starea gravă a soțului, a plecat și dânsa în țară. De pe patul lui de suferință, Șofron încă a fost în stare să-și recunoască soția iubită, căreia i-a mulțumit că a venit să-l mângâie, să-l încurajeze și să-i îndulcească ultimele zile ale vieții cu prezența ei. Ostenit de dureri, și-a dat seama că i se apropie sfârsitul. Drept aceea a spus scumpei lui soții, că dacă o fi să moară în România, să-l aducă să-l înmormânteze acolo unde a trăit timp de 55 de ani între prietenii, pe cari i-a iubit și unde și-a trăit viața și cu soția, adecă în America. În ziua de 8 octombrie Șofron și-a dat sufletul în mâinile Creatorului iar soția lui împlinindu-i cu drag ultima dorință de pe patul de moarte, l-a adus acasă și l-a înmormântat în locul pe care și l-a dorit în America. Între trecerea din viață și înmormântarea lui Șofron, au trecut 10 zile. Purtarea de grijă pentru transportul corpului neînsufletit, ca și pentru înmormântare, a avut-o firma română de pompe funebre John Santeiu, căreia i s-au adus mulțumiri. Serviciul înmormântării a fost oficiat în Biserica Sf. Petru și Pavel din Dearbon, Mich., de către părintele Ion Surducan și de către Părintele John Ivașcu. Sicriul cu corpul neînsuflețit al lui Șofron a fost condus la locul de vecinică odihnă de domnii Emil Homănă, Ramen Triff, John Santeiu și feciorul, și cei doi nepoți Carol și Aurel Stan, în cimitirul Woodmere. După înmormântare s-a servit o pomană la hală, pentru toți participanții. A fost așa multă lume, care a luat parte la înmormântare, încât hala s-a dovedit neîncăpătoare, o dovadă mai mult a câți prieteni și cunoscuți a avut Șofron Stan, și cât de iubit a fost. În țară s-a oficiat pentru răposatul Șofron Stan de asemenea, o Sfântă Slujbă. Clopotele bisericii au răsunat și ele în țară ca un ultim rămas bun de la acela care s-a întors după mulți ani să-și revadă locurile dragi și chipurile scumpe ale celor iubiți.”

### Lupta de rezistență împotriva comunismului
Primii ani după încheierea păcii au fost marcați de instaurarea comunismului. Ca peste tot în Europa răsăriteană presiunile Armatei Roșii au impus guverne comuniste; primul guvern comunist din România a fost guvernul marionetă al Dr. Petru Groza, ce și-a preluat mandatul la 6 martie 1945.
Începând cu 1948, toate instituțiile importante au fost controlate de comuniști. De acest control nu au scăpat nici ținuturile rurale, pe care comuniști le-au supus colectivizării. Înfăptuită în doua etape, colectivizarea satului Stremț a adus o serie de transformări care au marcat viața oamenilor. Majoritatea bărbaților și tinerilor din sat au plecat să muncească în uzinele și fabricile țării, pe șantiere unde au învățat diferite meserii, dar după program munceau și la CAP.
Mulți din bărbații satului au aderat la Mișcarea de rezistență armată din munții Apuseni condusă de maiorul Nicolae Dabija, iar unii dintre ei au plătit cutezanța de a se împotrivi noii orânduiri, alții au plătit cu ani grei de temniță în „gulagul” comunist.
Sărăcia cauzată de enormele pierderi de război, despăgubirile înrobitoare pe care România a fost obligată să le achite către Uniunea Sovietică, seceta prelungită din anii 1945–1947, presiunea „cotelor față de stat”, prigoana împotriva „chiaburilor” din satele comunei care au fost trimiși în închisorile de la Gherla, Aiud, Poarta Albă, unii au muncit la lucrările canalului Dunăre–Marea Neagră, metodele de convingere pentru intrarea la început în cele două întovărășiri și în 1961 în Cooperativa Agricolă de Producție Stremț, au rămas puternic imprimate în memoria celor care le-au trăit.
Persoanele din localitate care au fost supuse detenției datorită convingerilor lor anticomuniste:
- Barna Nicolae. Născut la 9 martie 1914 în Stremț, jud. Alba, stabilit în Teiuș, de profesie învățător. Reținut în baza unei decizii a M.A.I., timp de un an și zece luni în închisoare, între 19 iulie 1952- 5 mai 1954, în lagărele de la Canal, Peninsula, Borzești și Onești.
- Bulgarea Alexandru. Născut la 26 ianuarie 1918 în Stremț, jud. Alba, de profesie morar. A fost condamnat de Tribunalul Militar București, pentru „uneltire contra ordinii sociale”, la doi ani de închisoare. A executat doi ani și trei luni, în perioada 10 februarie 1951 – 15 mai 1953, la Aiud, Jilava și Poarta Albă.
- Florea Petru. Născut la 10 octombrie 1926 în Stremț, domiciliat în Teiuș, jud. Alba, de profesie lăcătuș. A fost condamnat de Tribunalul Militar Sibiu la un an închisoare, executat între 16 iunie 1949 – 17 iunie 1950 la Alba Iulia, Sibiu, Aiud și Gherla.
- Mărginean Ioan. Născut la 10 februarie 1927 în Stremț, de meserie dulgher-modelor. A fost condamnat în 1949 de Tribunalul Militar Sibiu, pentru „uneltire contra ordinei sociale”, la cinci ani închisoare, executând doi ani și șapte luni (1950 - 1952) în mina Aninoasa și în lagărul de la Canal.
- Puia Ioan. Născut la 14 ianuarie 1900 în Stremț, țăran. A fost condamnat de Tribunalul Militar Brașov, pentru „uneltire contra ordinei sociale”, la cinci ani închisoare, executând un an și șapte luni, între 18 august 1958 – 26 martie 1960, la Galați. Decedat.
- Pușcaș Dumitru. Născut la 25 mai 1930 în Stremț, stabilit în Alba Iulia. A fost condamnat de Tribunalul Militar Brașov, pentru „uneltire contra ordinei sociale”, la șapte ani închisoare, executând cinci ani și opt luni, între 5 mai 1952 – 14 ianuarie 1958, la Deva, Alba Iulia, Jilava, Canal, Cavnic, Gherla, Baia Sprie, și Aiud.
- Pușcaș Dumitru. Născut la 15 iunie 1923 în Stremț, de meserie lăcătuș. A fost condamnat de Tribunalul Militar Sibiu, pentru „uneltire”, la trei ani închisoare, executând între 10 aprilie 1949 – 10 aprilie 1952, la Alba Iulia, Sibiu, Aiud, Gherla și Canal.
- Pușcaș Mircea. Născut la 19 decembrie 1917 în Stremț, stabilit în Sibiu. Arestat în anul 1948, a primit administrativ șapte ani și șase luni închisoare, pe care i-a executat în perioada 30 martie 1948 – 6 august 1955. A fost condamnat apoi de Tribunalul Militar Brașov, pentru „instigare la agitație”, la cinci ani și șapte luni închisoare, executând între 15 septembrie 1959 – 18 aprilie 1964. a trecut prin închisorile și lagărele din Cluj, Aiud, Ocnele Mari, București-Ghencea, Canal, Onești, Borzești, Alba Iulia și Deva.
- Pușcaș Sirius. Născut la 15 ianuarie 1932 în Stremț, stabilit în Sibiu, de profesie medic veterinar, fratele lui Pușcaș Dumitru. A fost condamnat de Tribunalul Militar Brașov, pentru „crimă de uneltire contra ordinei sociale”, la douazeci de ani închisoare, din care a executat doisprezece ani, în perioada 12 aprilie 1952 – aprilie 1964. a decedat la domiciliu în 1997.
- Pușcaș Ștefan. Născut la 10 mai 1920, țăran. A fost condamnat de Tribunalul Militar Sibiu, pentru „uneltire contra ordinei sociale”, la 10 ani închisoare, din care a executat opt ani, între 10 aprilie 1949 – 10 aprilie 1957, la Alba Iulia, Sibiu, Aiud, Gherla, Canal. A decedat la domiciliu în 1960.
- Pușcașiu Ioan. Născut la 3 octombrie 1922 în Stremț, stabilit în Oarda de Sus. A fost condamnat de Tribunalul Militar Sibiu, pentru „uneltire contra ordinei sociale”, la trei ani închisoare, executând între 1949 – 1952.
- Stan Traian. Născut în anul 1927 în Stremț, de meserie lăcătuș. Condamnat de Tribunalul Militar Sibiu, pentru ”uneltire contra ordinei sociale”, la 3 ani închisoare. A început executarea pedepsei în 10 aprilie 1949, trecând prin închisorile din Alba Iulia, Sibiu, Aiud, Gherla. A decedat în anul 1951, în lagărul de la Canal.
- Vârva Iosif. Născut la 25 iulie 1915 în Stremț, țăran. A fost condamnat de Tribunalul Militar Brașov, pentru „uneltire și agitație”, la patru ani închisoare, din care a executat un an și șapte luni, între 19 august 1958 – 26 martie 1960, la Canal și Periprava.

## Imagini

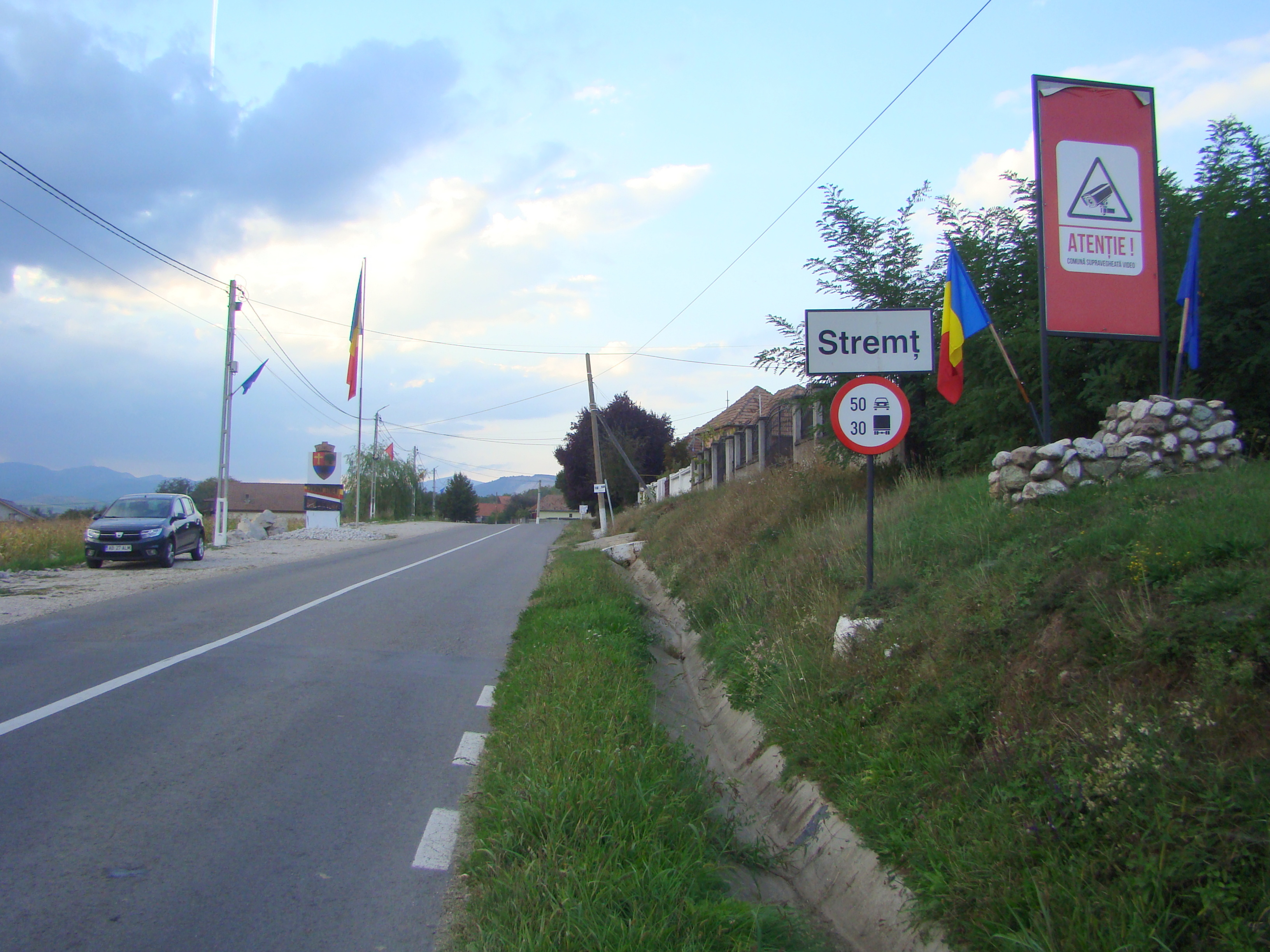
Intrarea în localitate
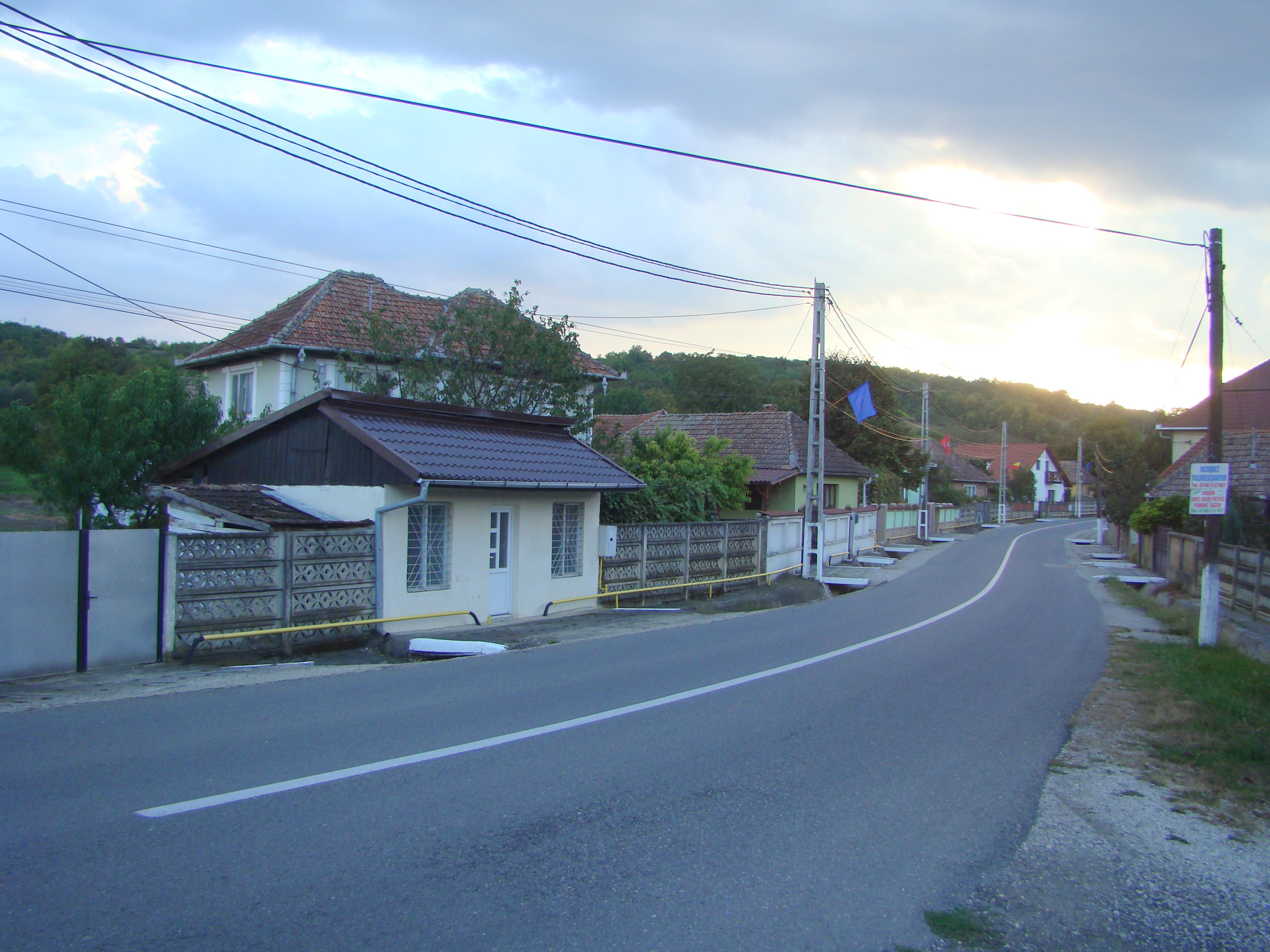
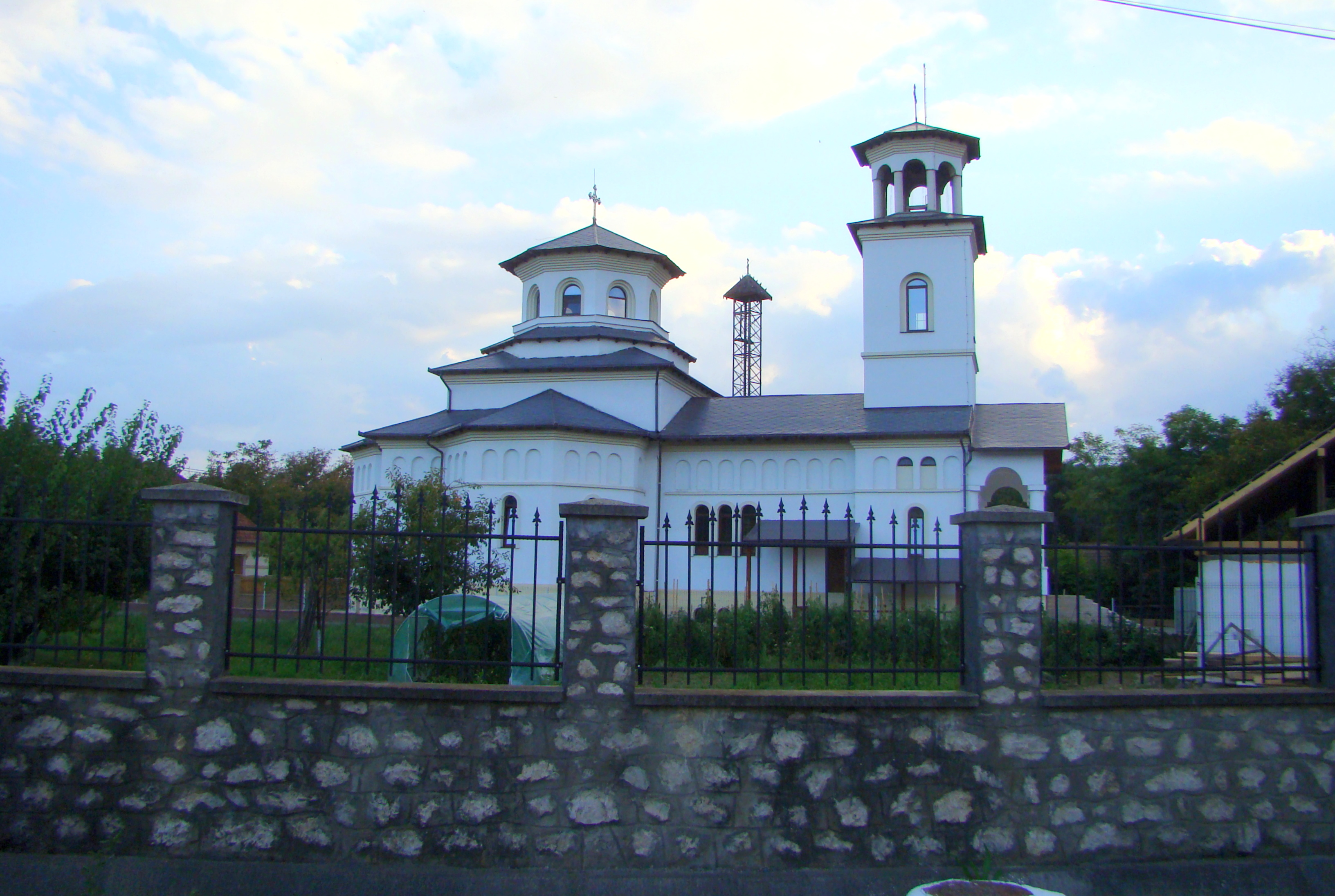
Biserica nouă
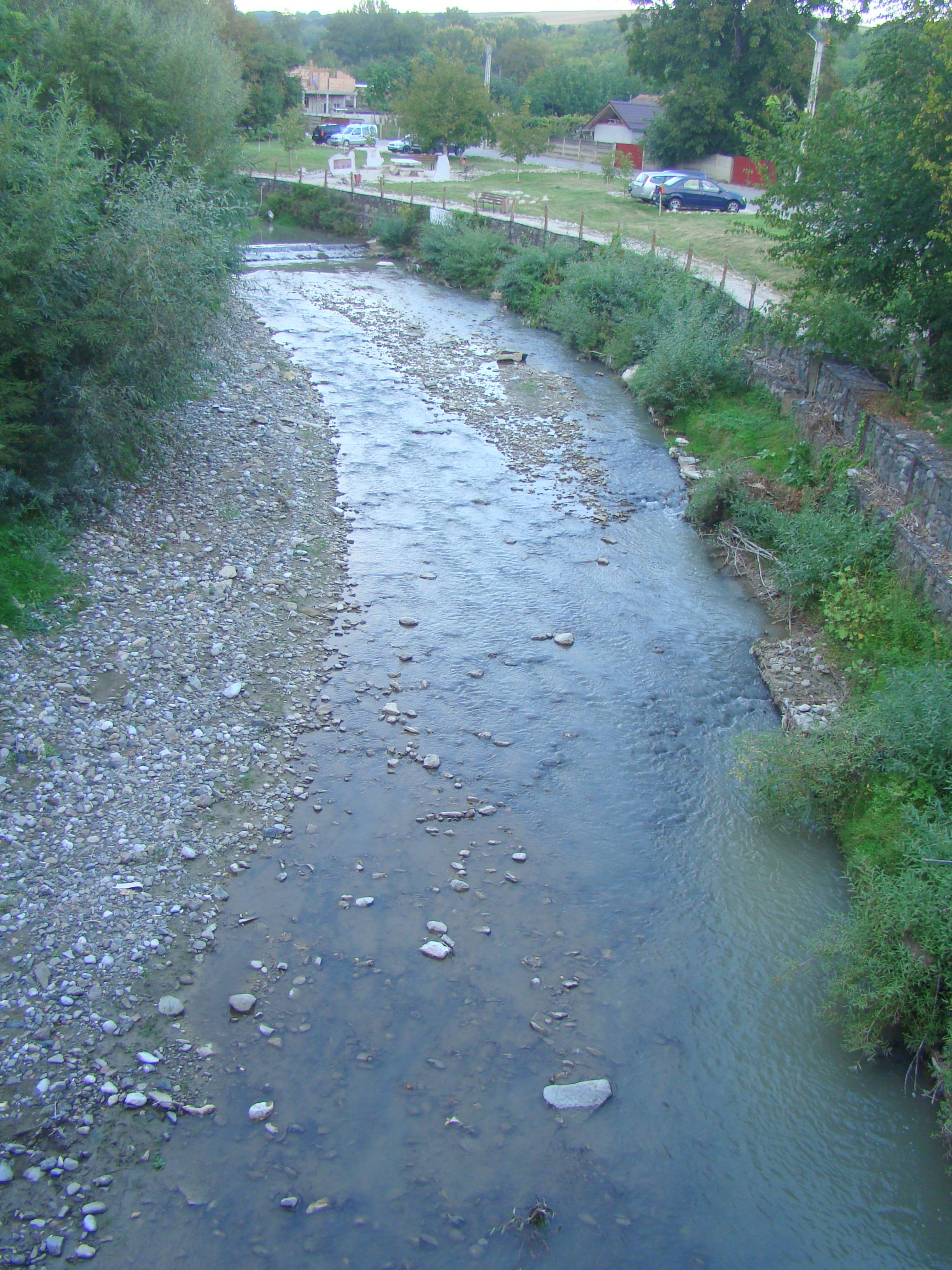
Râul Geoagiu
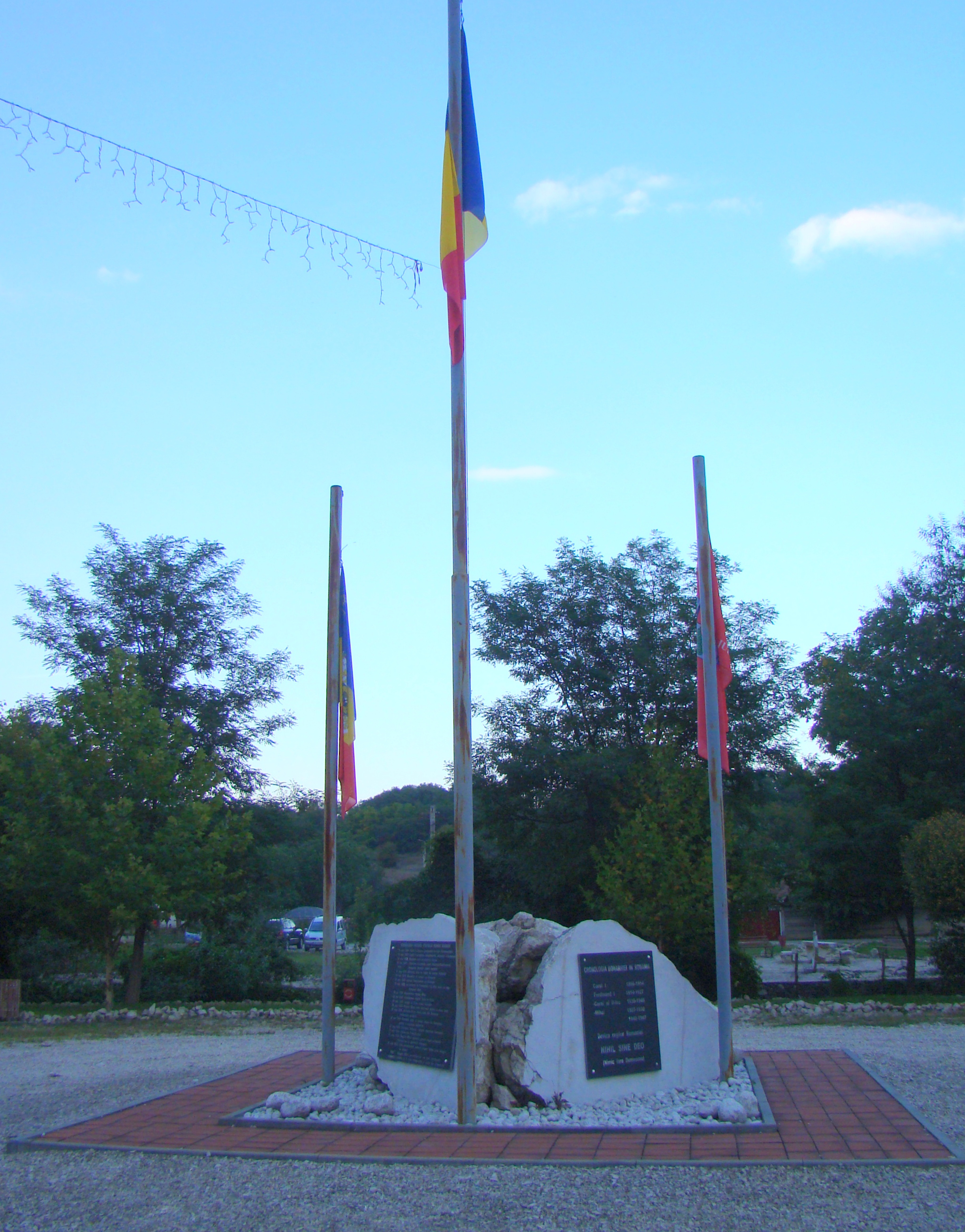
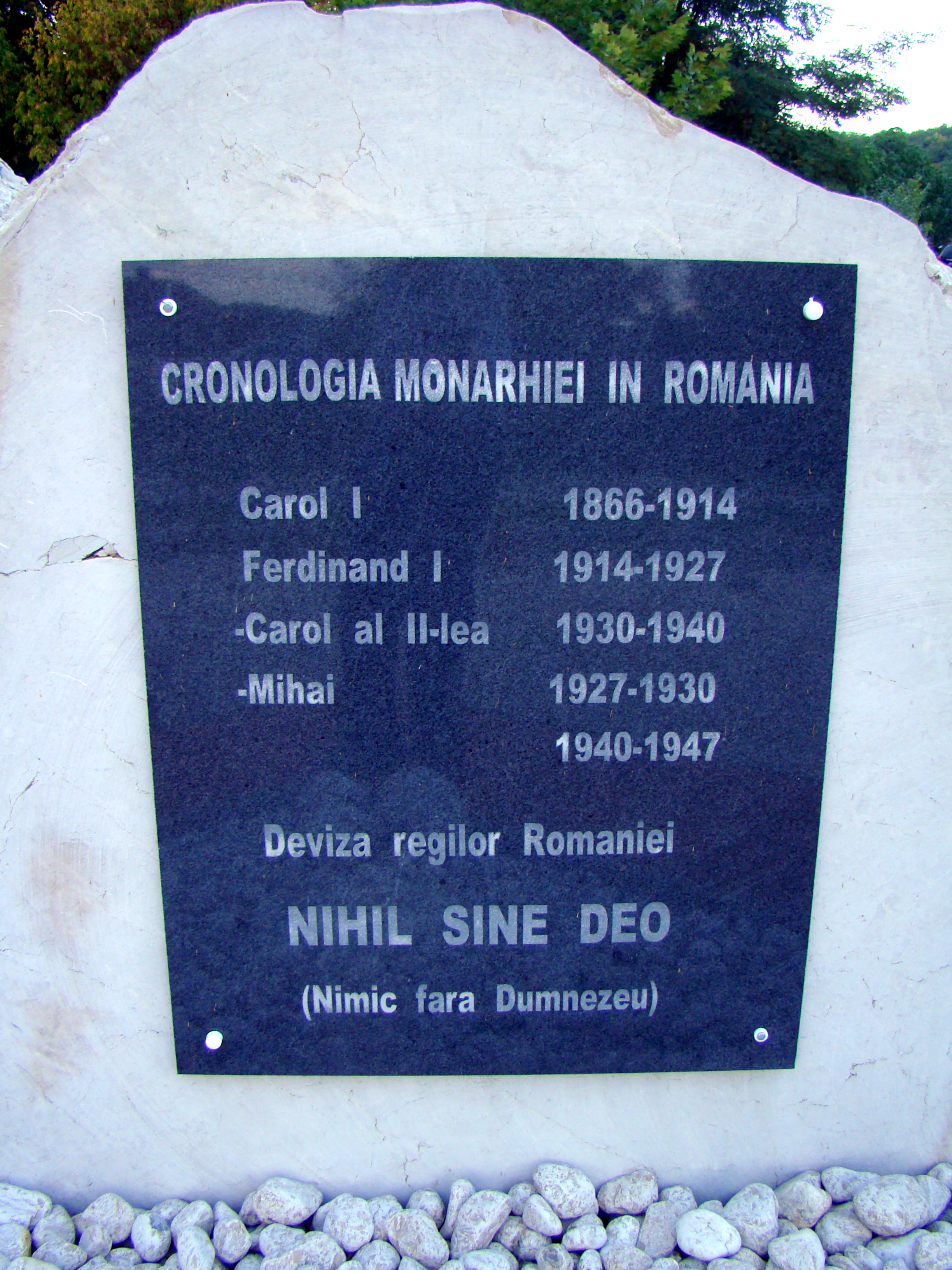
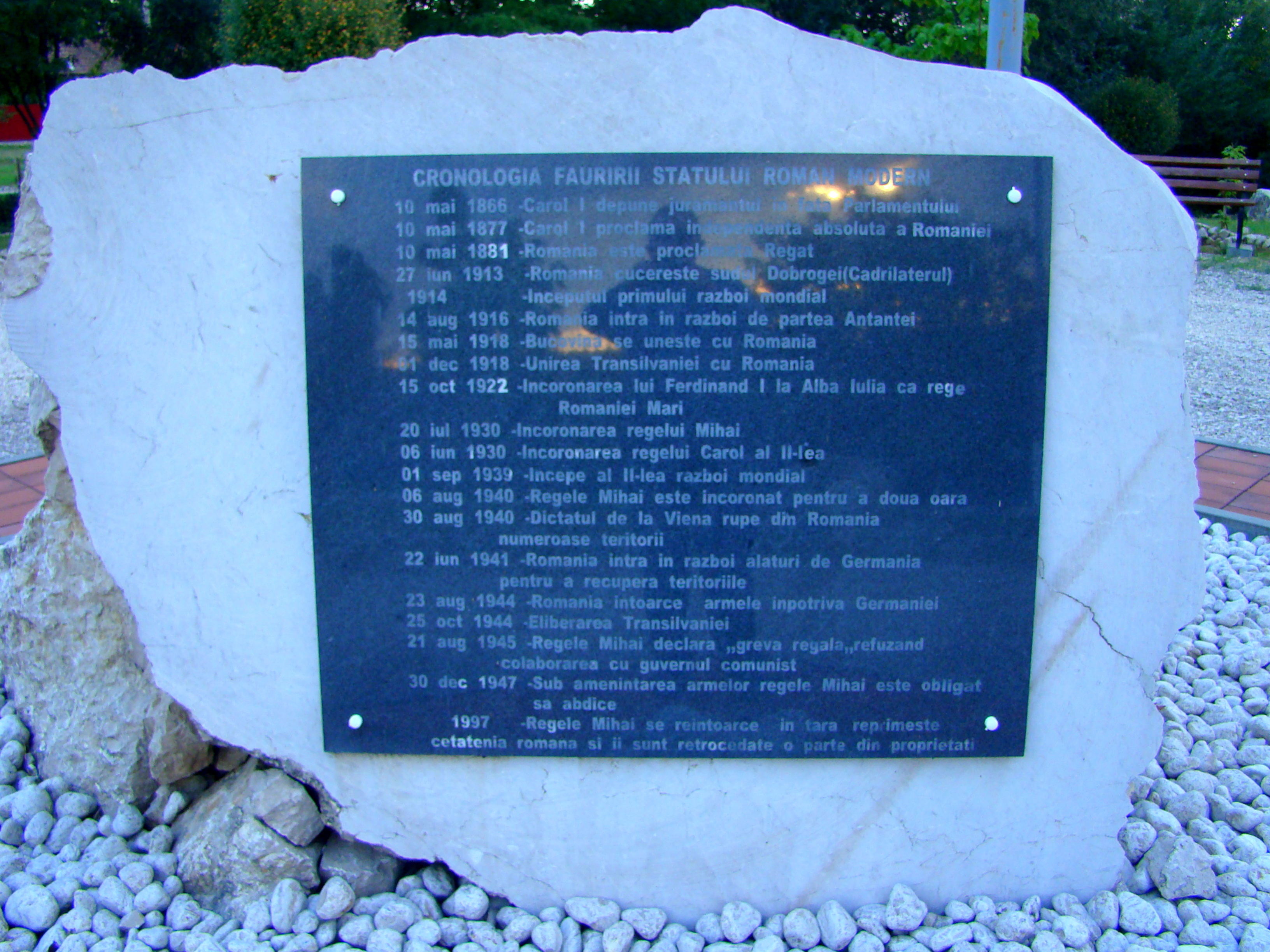
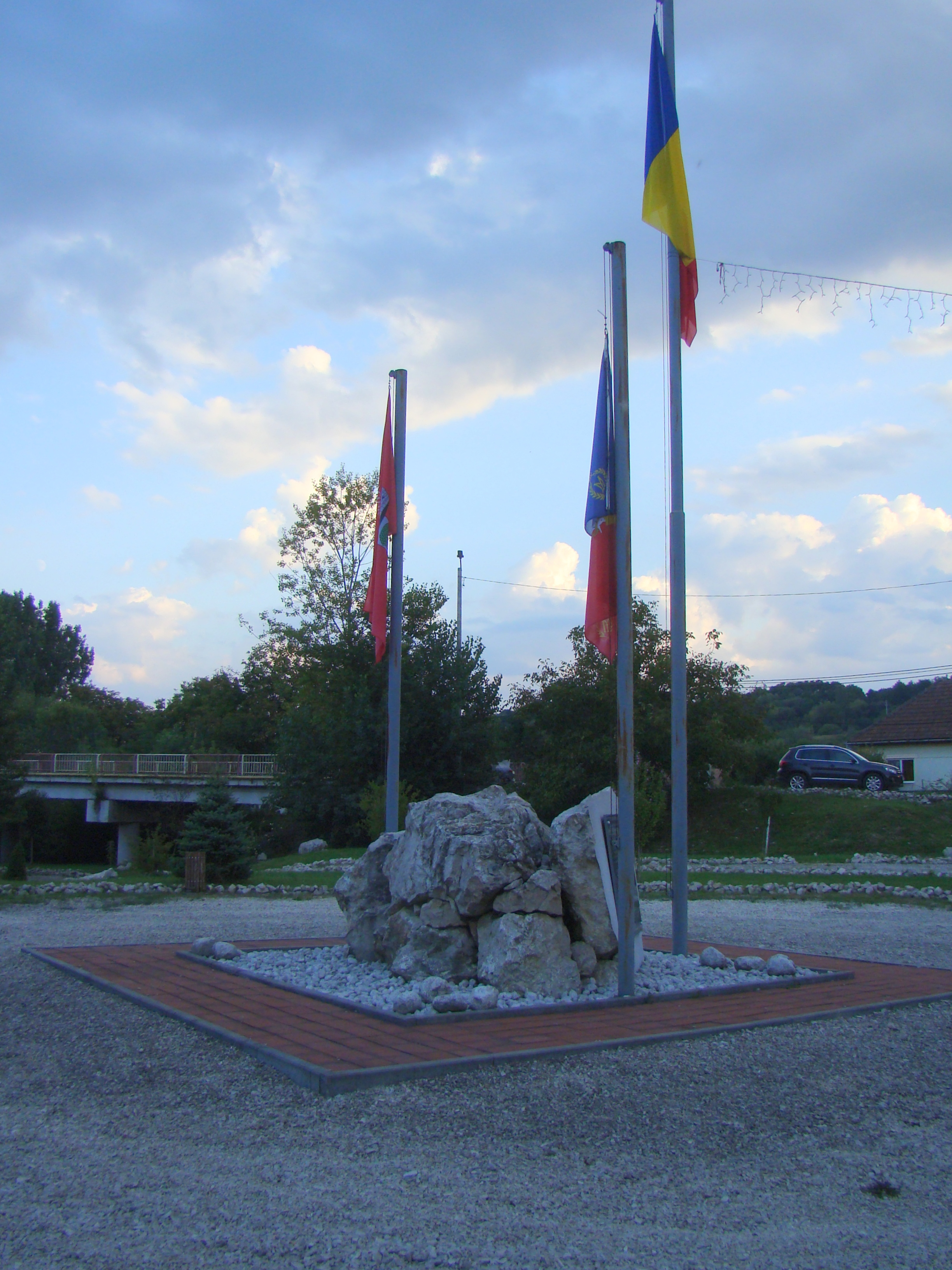
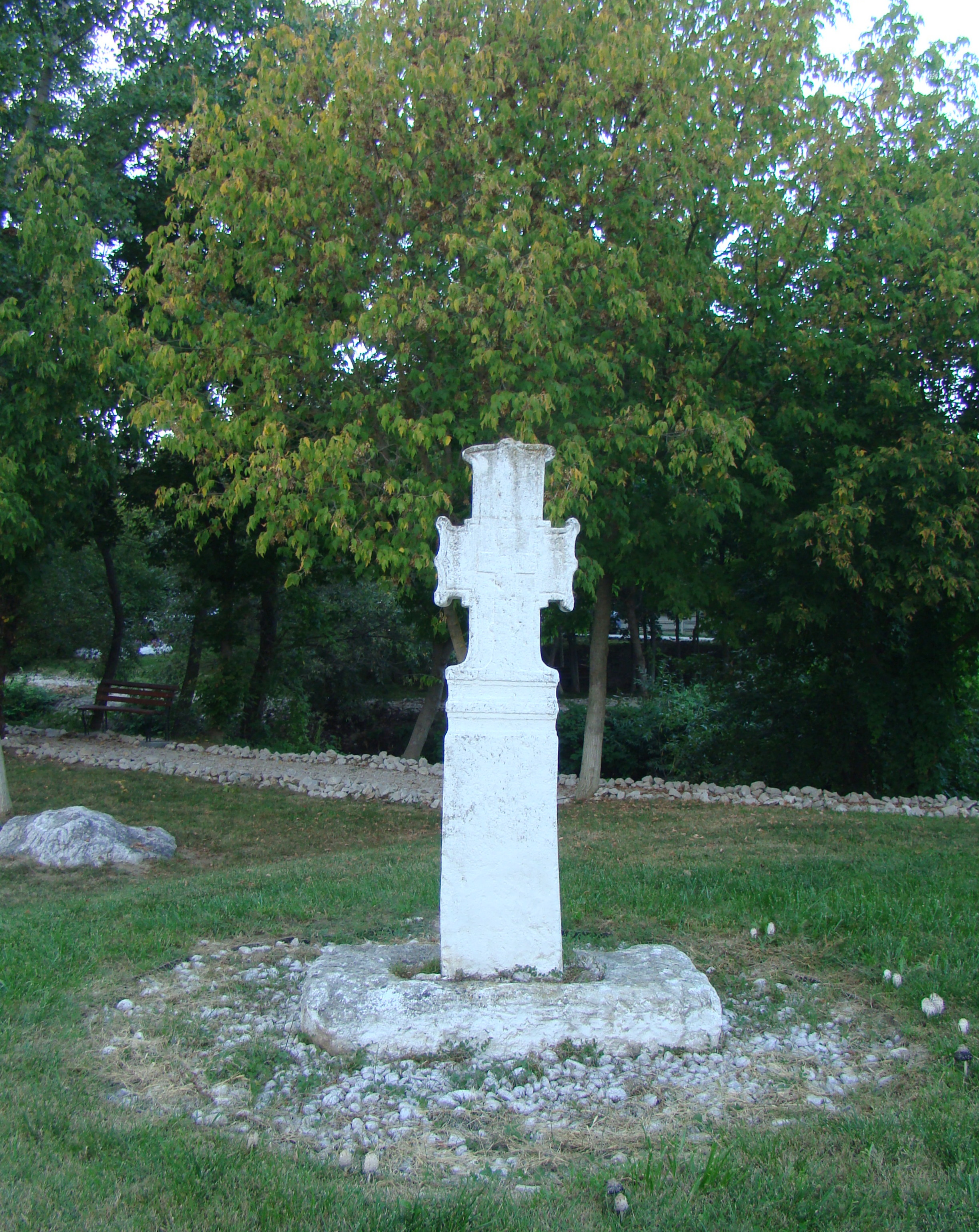
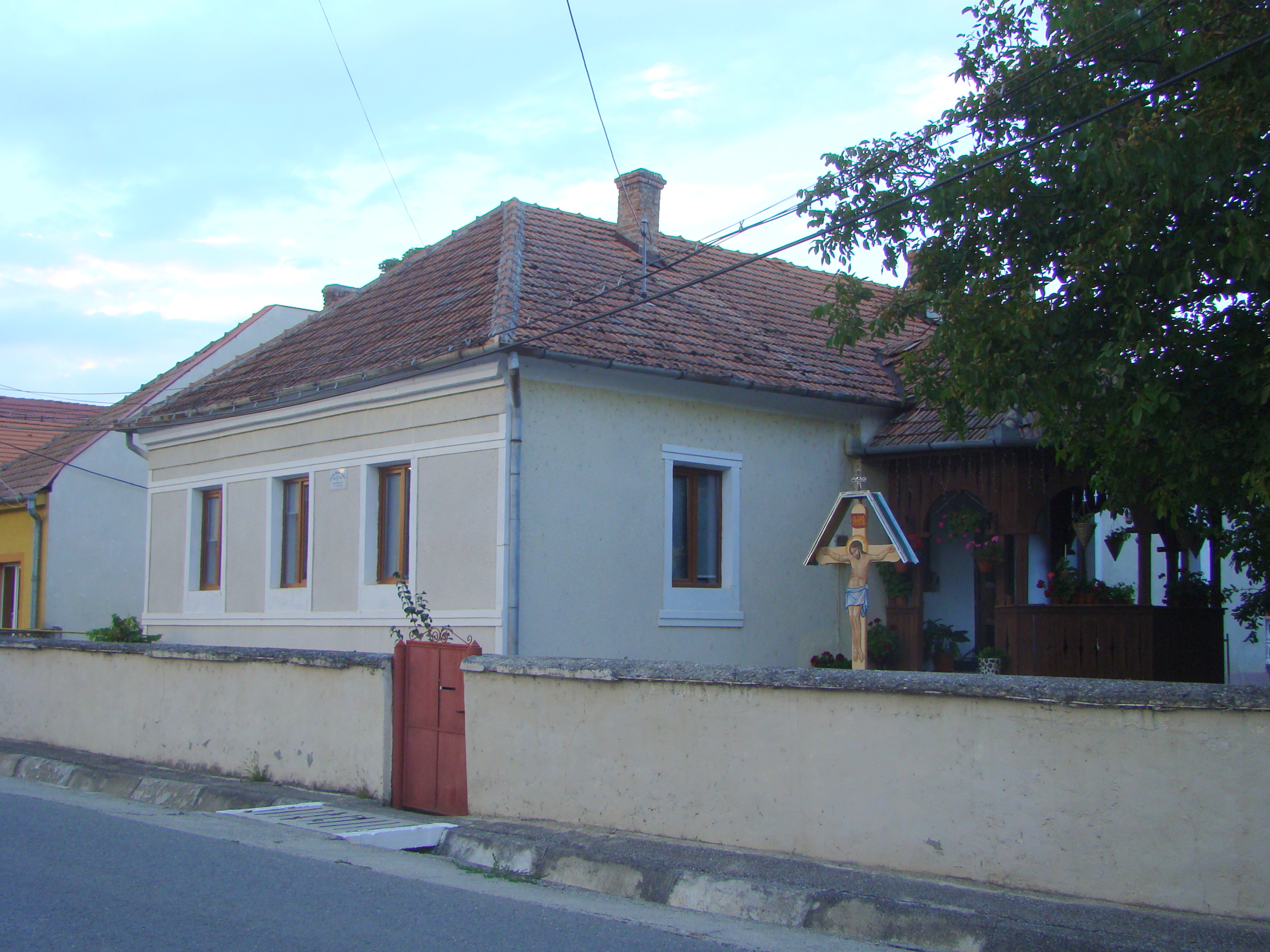
Parohia ortodoxă
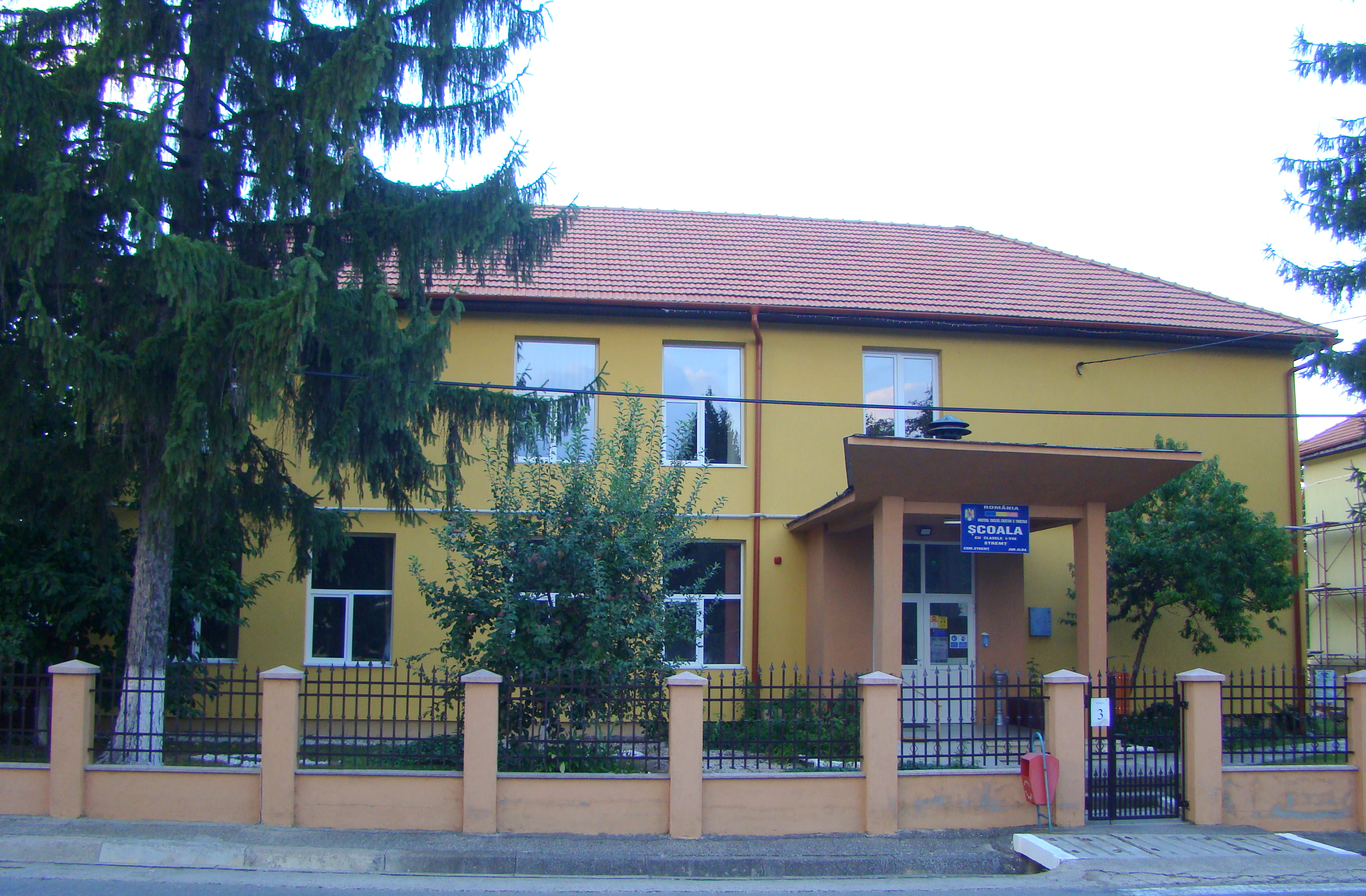
Școala
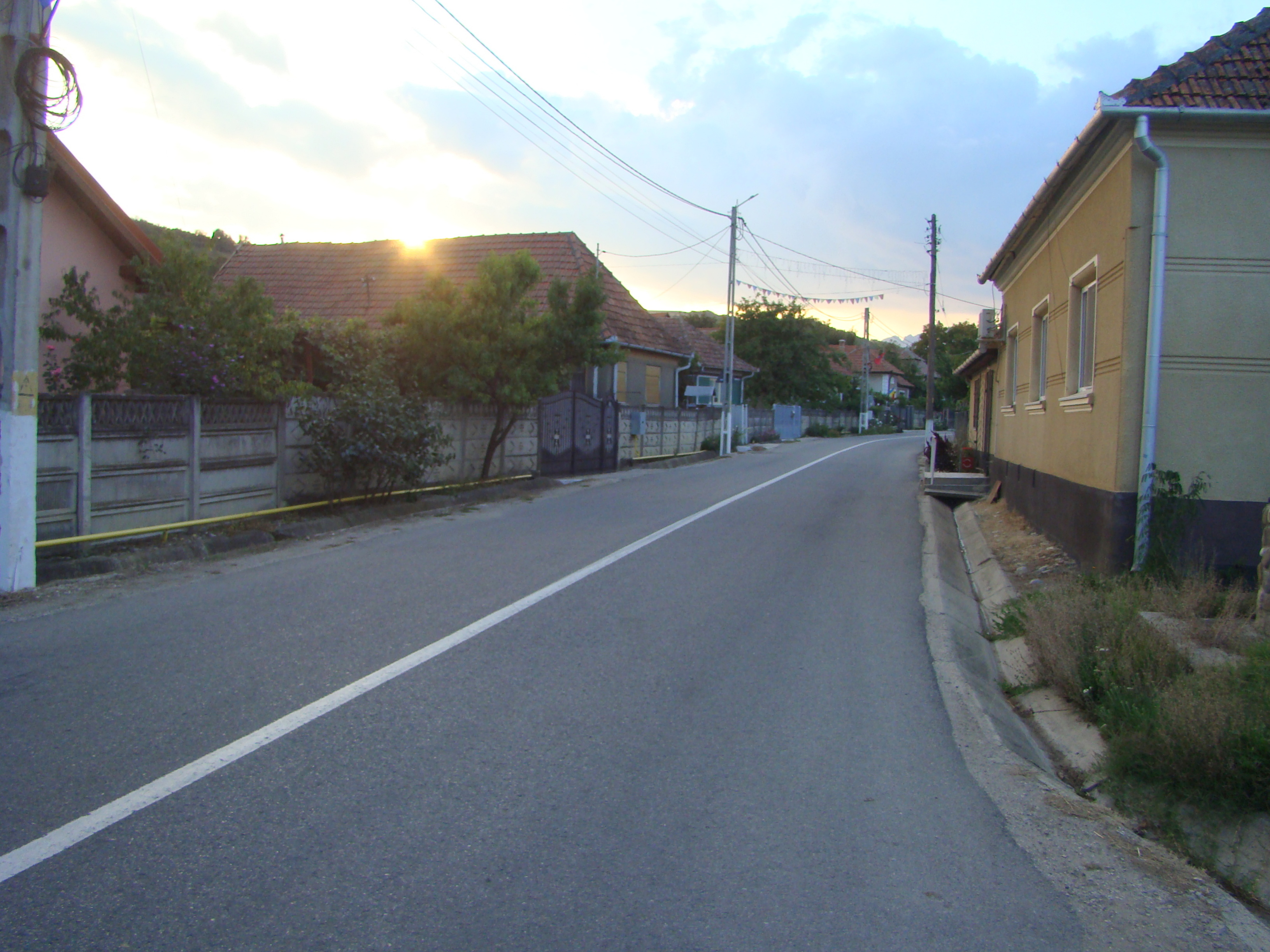
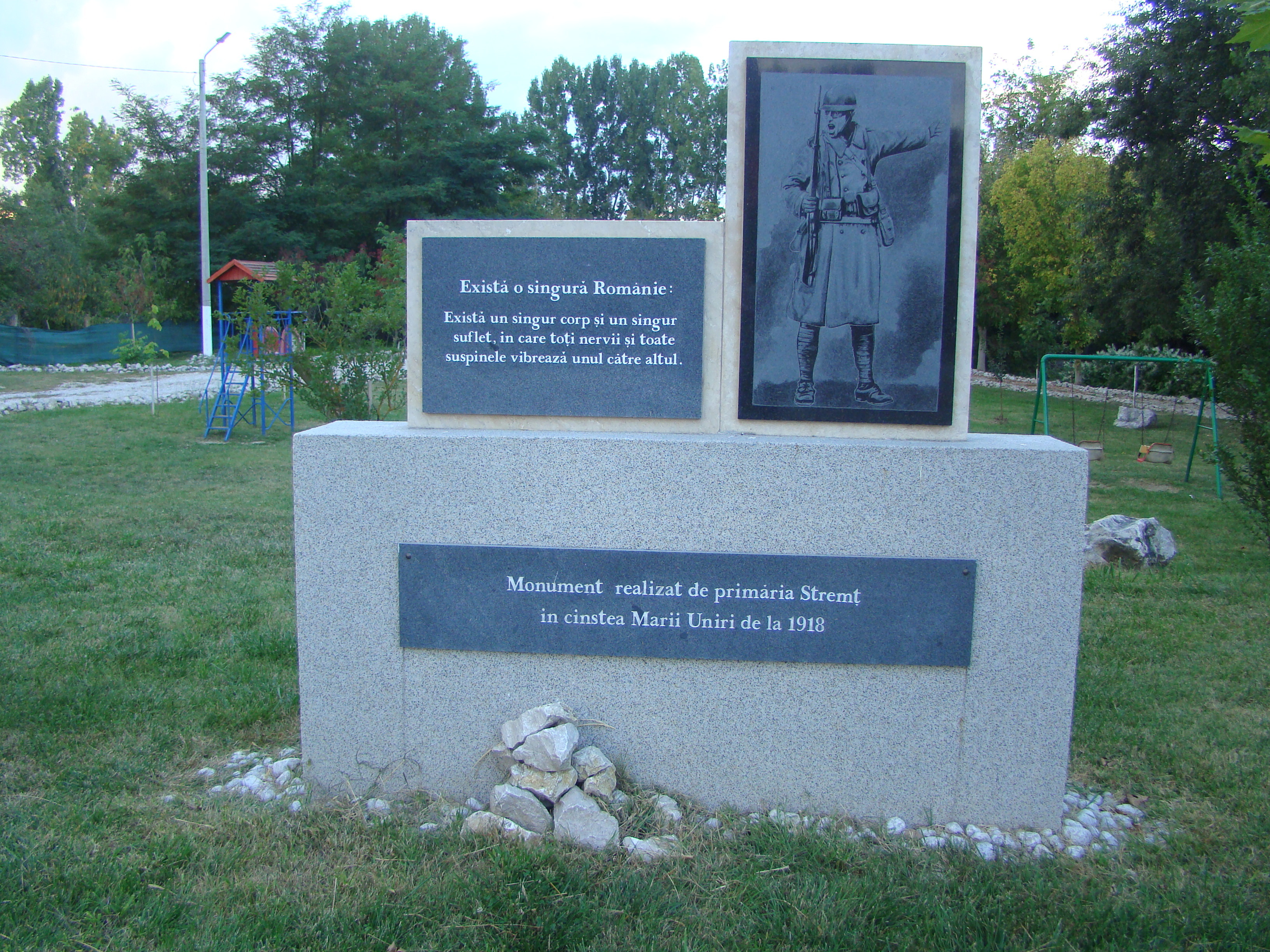
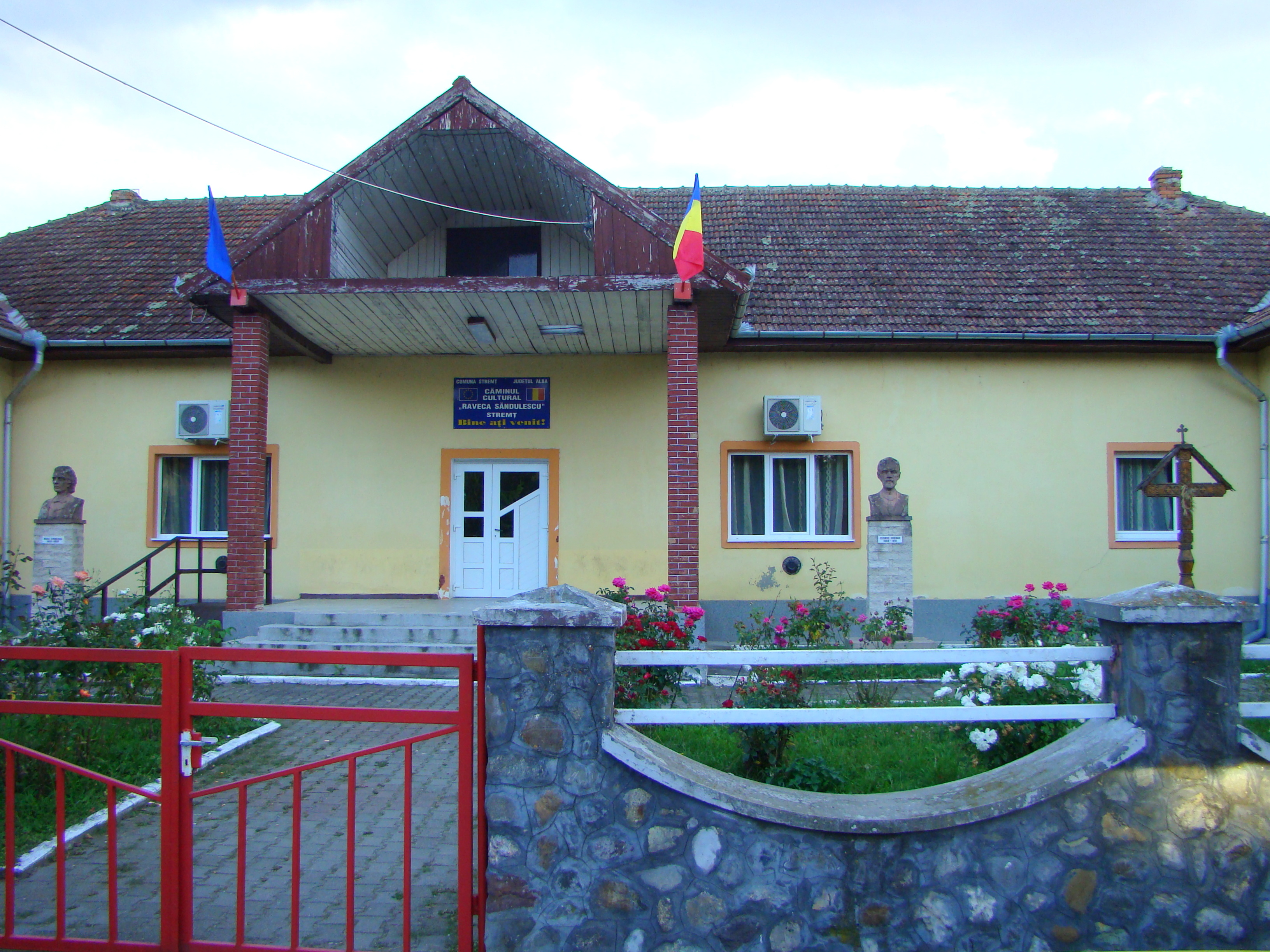
Căminul cultural „Raveca Săndulescu”
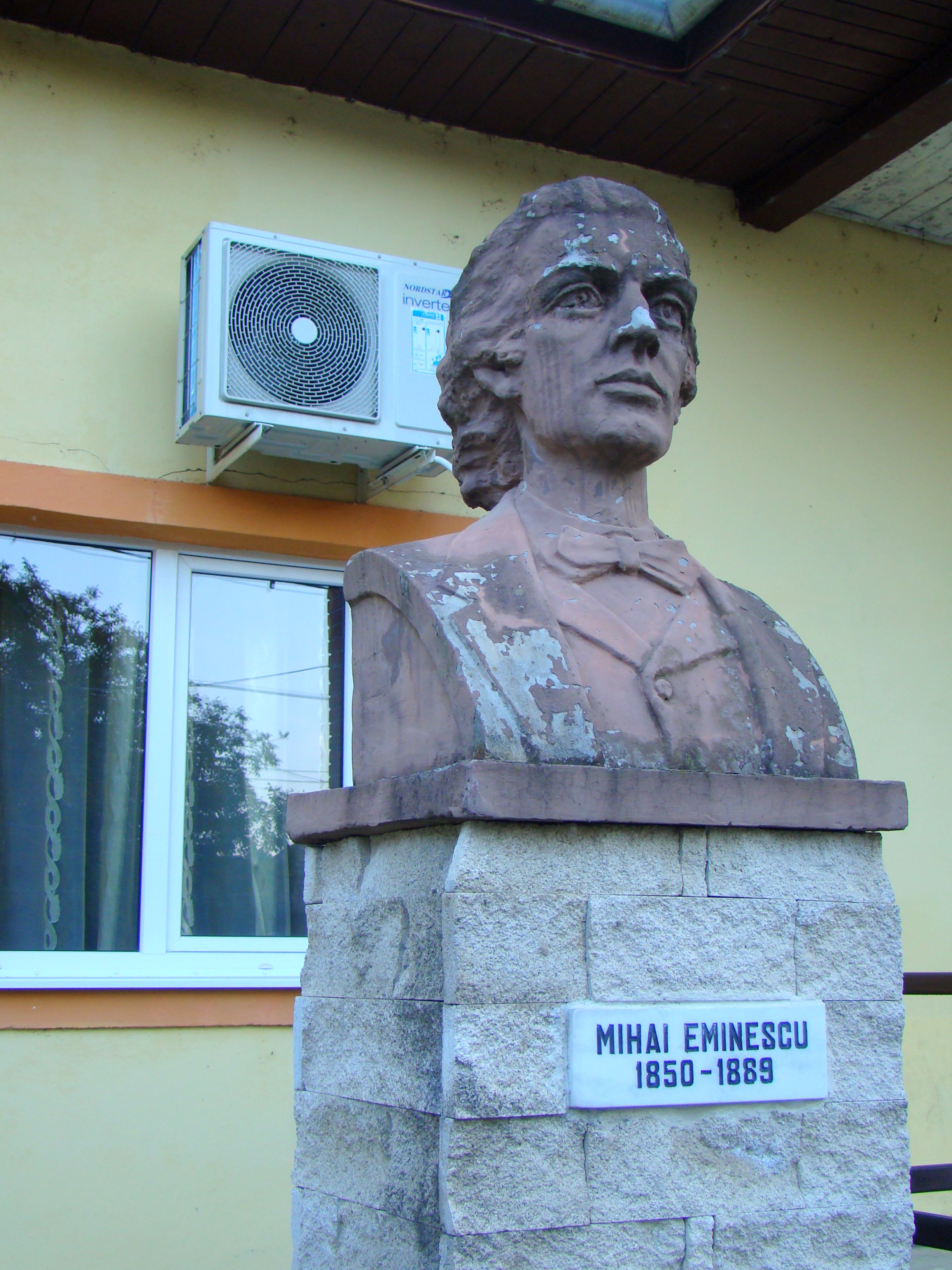
Bustul lui Mihai Eminescu
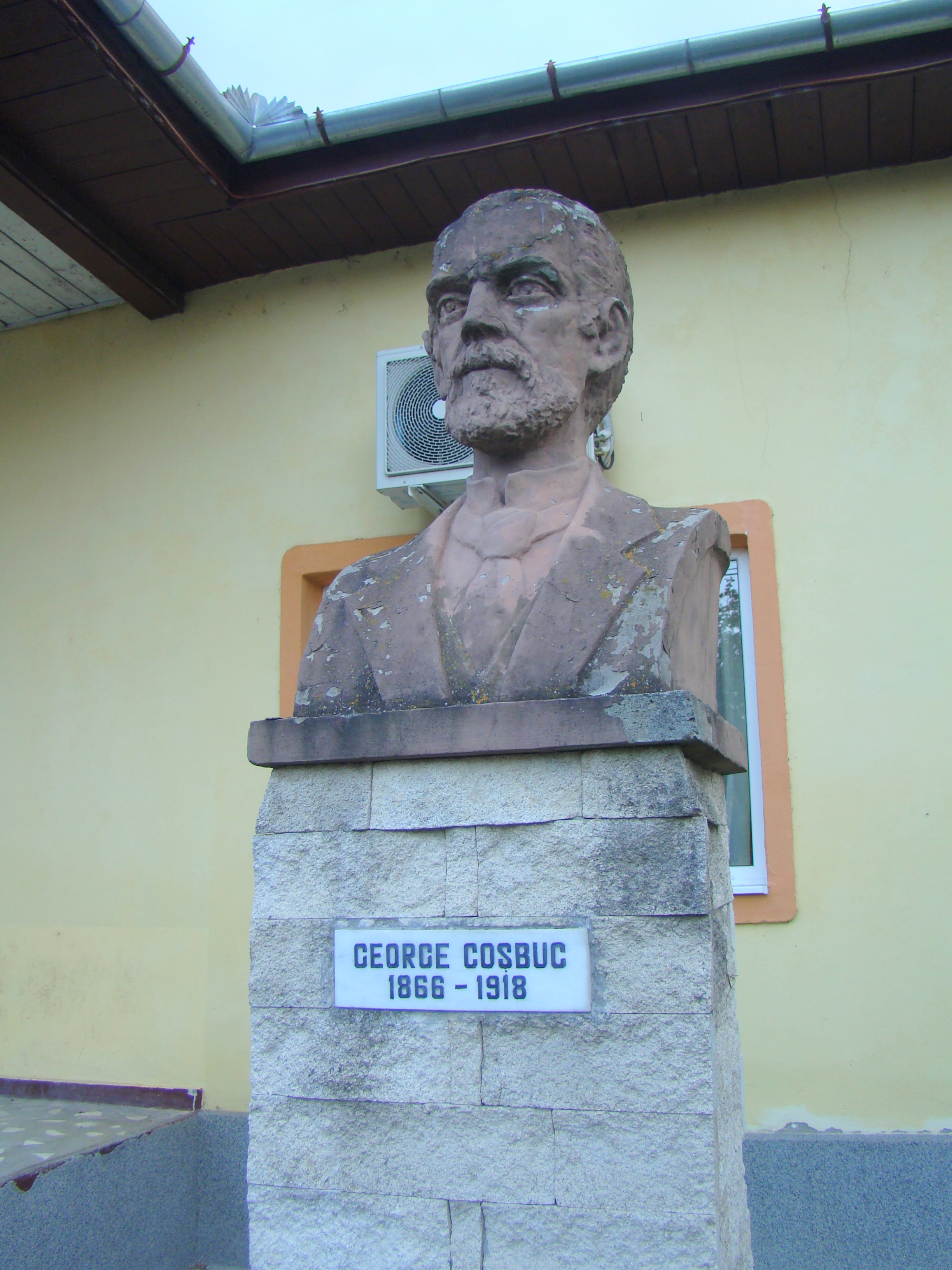
Bustul lui George Coșbuc
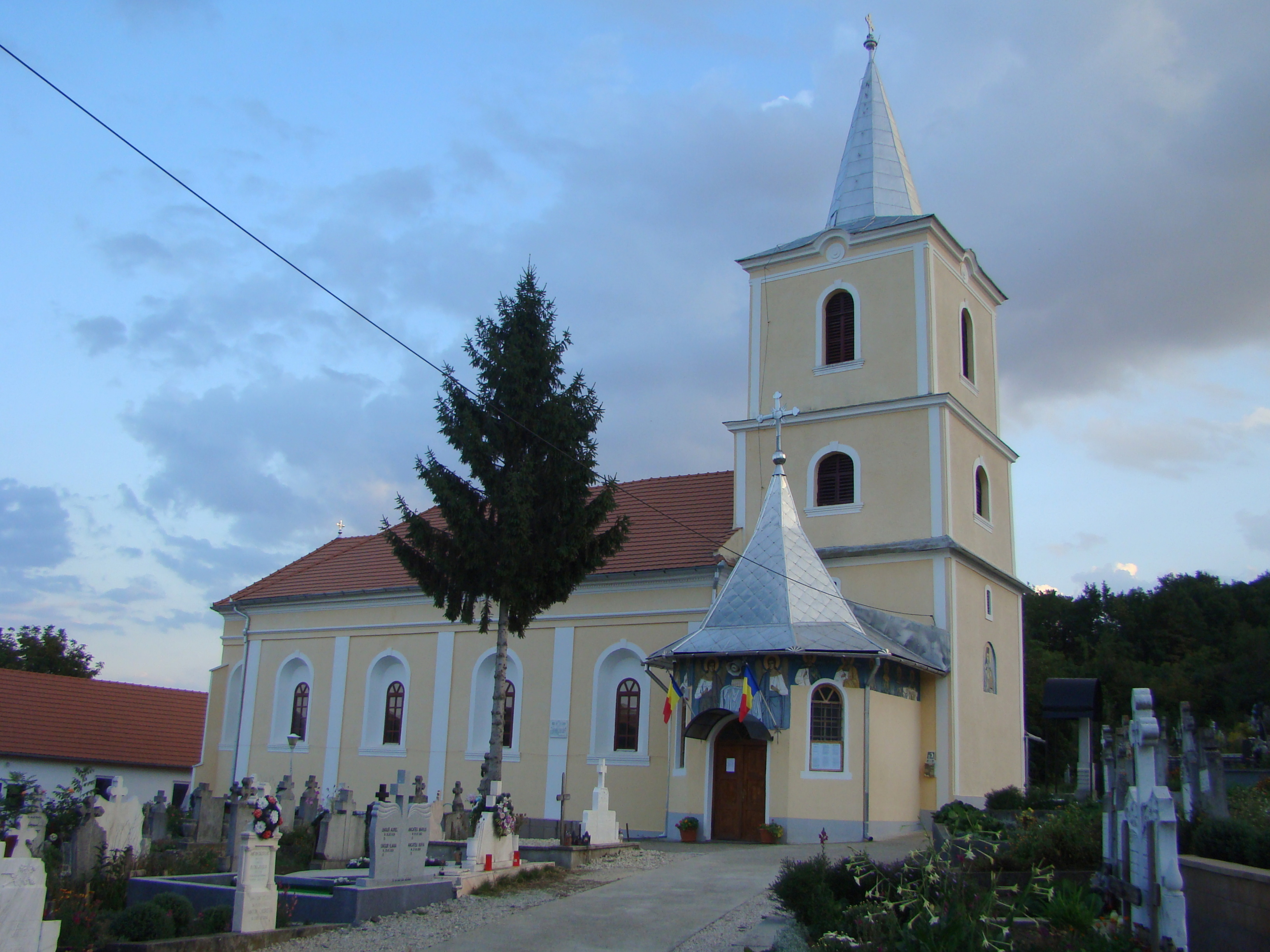
Biserica veche
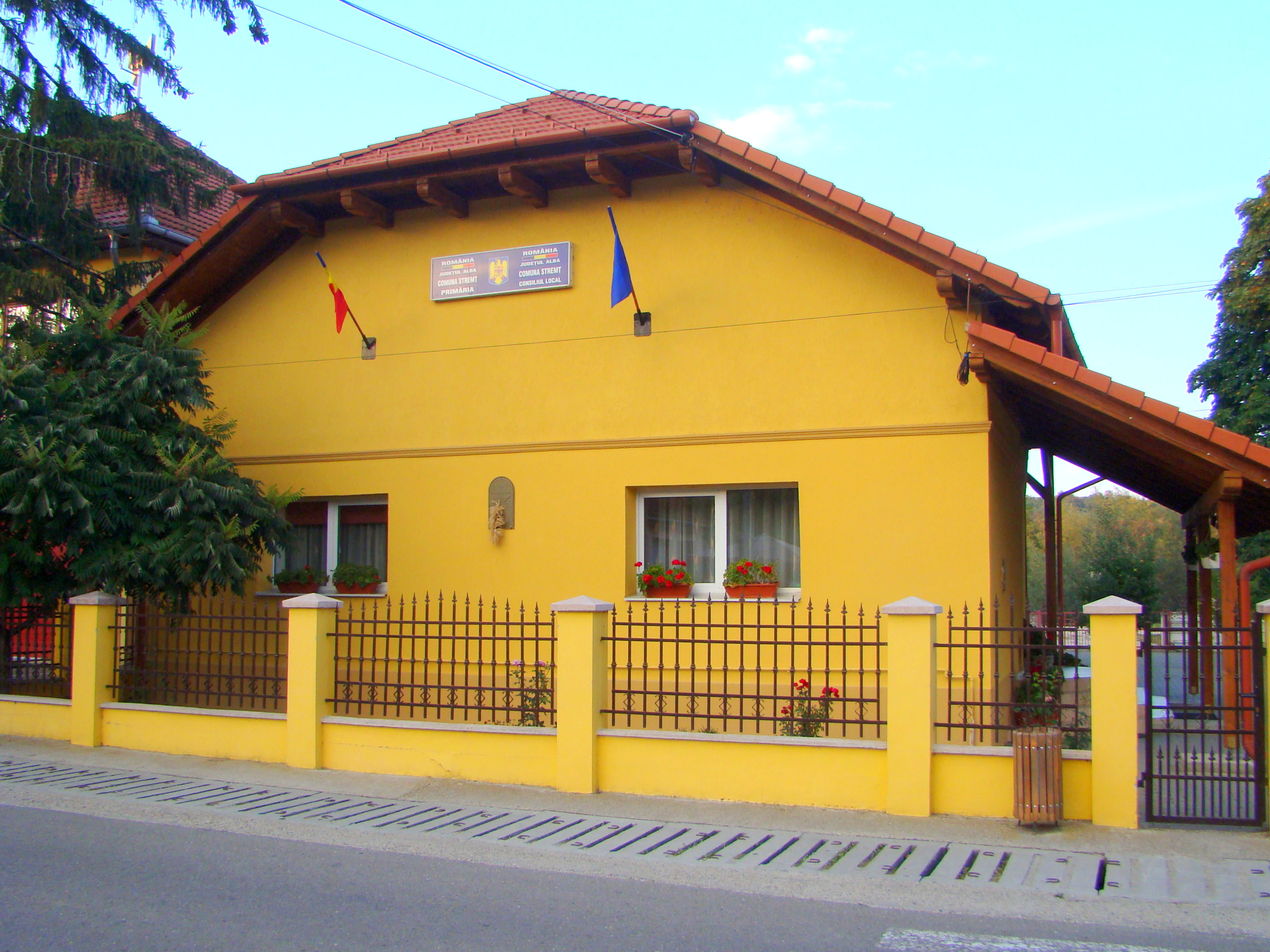
Primăria